# Pucallpa
Pucallpa, deriva del vocablo quechua: donde Puka es rojo y Allpa es tierra; y en shipibo: May Joshin (pronunciación May ushin), «Tierra roja», es una ciudad peruana capital del distrito de Callería y a la vez de la provincia de Coronel Portillo y del departamento de Ucayali. Se ubica al centro este del país. Es la décima ciudad más poblada del Perú y albergaba en el año 2017 a una población de 370 791 habitantes.
Se ubica en el Oriente al centro Norte del Perú a orillas del río Ucayali en el llano amazónico a 154 m s. n. m.
Esta categorizada como la única ciudad en el departamento de Ucayali. siendo el mayor centro poblado del departamento. La ciudad se fundó en el extremo occidental del enorme distrito de Callería y fue expandiéndose hacia el oeste hasta que en la década de 1980 se conurbó con el distrito de Yarinacocha. En 2006 se separó el barrio pucallpino de San Fernando y el extremo sur del distrito de Callería para crear el distrito de Manantay.
La ciudad de Pucallpa, incluye estos tres distritos urbanos, según el Instituto Nacional de Estadística e Informática es la décima ciudad más poblada del Perú y albergaba en el año 2017 a una población de 370 791 habitantes.

Pucallpa fue colonizada en la década de 1840 por misioneros franciscanos, quienes asentaron varias familias del grupo étnico shipibo-conibo. Durante varias décadas se mantuvo como un pequeño asentamiento aislado del resto del país. No está claro si se fundó el 23 de mayo de 1883 o el 13 de octubre de 1888 durante la fiebre del caucho. En 1909 y 1920, se firmaron sendos contratos frustrados para conectar la localidad con el resto del país a través del Ferrocarril Central. En 1945, Pucallpa queda conectada por vía terrestre a la red nacional de carreteras vía Tingo María, lo que propició la comercialización de productos regionales con el resto del país. Sin embargo, las fuertes lluvias y la inestabilidad del suelo erosionan periódicamente la carretera, lo que ocasiona una operatividad reducida de la vía.
La mayoría del transporte a Pucallpa se realiza a través del río Ucayali, ubicado en el centro-este del Perú y el cual contiene el segundo puerto fluvial más importante de la Amazonia (detrás de Iquitos). La carretera Federico Basadre es el centro principal del transporte terrestre y conecta el noroeste de la ciudad con el Aeropuerto Internacional Capitán FAP David Abensur Rengifo, donde se realizan vuelos hacia Brasil.
La economía de Pucallpa se basa en el comercio, la industria maderera y el turismo. Entre los mayores atractivos de la ciudad se incluye el turismo ecológico, como el Parque Natural, o turismo cultural, en el caso del chamanismo. Sus principales actividades económicas son la pesca, la agricultura, la ganadería y la extracción maderera. Asimismo, una pequeña refinería de petróleo cerca del río Pachitea y otra de gas en el distrito de Curimaná suministran combustible a la ciudad y al centro del país.

## Toponimia
Los primeros habitantes humanos de la región fueron los Pano, que habitaron a todo lo largo del río Ucayali y sus afluentes 3 milenios antes de ser colonizados.
Los antiguos exploradores de la selva peruana conocían la región media del río Ucayali con el nombre de May ushin o también May yushin, donde se movía el pueblo cashibo. En shipibo, lengua de la familia pano, May Ushin significa 'tierra colorada', que fue adaptada de la familia lingüística arahuaca. En 1883, durante la fiebre del caucho, llegó en busca del sitio de May Ushin el tarapotino Eduardo del Águila Tello, quien había realizado varias exploraciones con su padre y su tío en el bajo Ucayali. Cuando Eduardo del Águila se emplazó en la zona alta de tierra rojiza, la nombró Puka Allpa, que en quechua de San Martín significa también 'tierra roja'.
La mayor parte de la superficie terrestre es arcillosa, lo que dificulta el tránsito durante las lluvias debido a la debilidad del terreno. Aunque la cerámica fue una de las técnicas más conocidas, los nativos supieron aprovechar al máximo este material, preparándolo con elementos que mantenían su resistencia sin destruirse. Se considera que el nombre de la ciudad es un homenaje a la popularidad de esta tradición, que actualmente es conocida en varios países y es símbolo de la cultura del lugar.
El nombre quechua no procede en la expansión de Antisuyo. Sus orígenes se encuentran inmersos en la historia de la Amazonia. Los incas no incursionaron en estos llanos amazónicos y los chancas que se internaron en ellos (para no someterse a Pachacutec), llegaron hasta los sectores aledaños al Tambo y el Urubamba.

### Pronunciación
En el español local —una forma de español amazónico—, ‹Pukallpa› se pronuncia como [puˈkal.pa] (AFI), sin uso del fonema /ʎ/ [ʝ] para el grupo ‹ll› en posición final de sílaba. En cambio, en el quechua lamista, Puka Allpa se pronuncia ligado, como [ˈpuˈk‿aʎ.pɐ], dada la elisión natural de la última vocal en esta variedad como en la chachapoyana.
/pukɐ aʎpɐ/ → [ˌpuˈk‿aʎ.pɐ]

### Gentilicio
Los gentilicios se pueden mencionar de varias maneras. La Real Academia Española en su 22.a edición ha considerado integrar los términos oficiales Pucallpino palabras en las cuales está la raíz Pucall- a Pucallpa, pronunciado en AFI como [pu'kal-]. Otros no oficiales son Pukallpino (de la voz quechua: Pukallpa) y Pucalpino (mal escrito debido a esa pronunciación en IPA: [pu'kalpa]) por lo que son ambiguas expresadas vulgarmente.

## Símbolos

#### Bandera y escudo
Pucallpa incluye un escudo provincial creado por la municipalidad, que identifica a la ciudad, así como a su distrito y a la provincia de Coronel Portillo. El escudo tiene fondo blanco y representa al puerto ecológico compuesto por tres elementos: Agua, sol y plantas bajo el nombre subtitulado "Puerto de la Selva". La bandera tiene fondo blanco con el escudo en el centro. Además, se unen las banderas de los territorios de Yarinacocha y de Manantay, como forma de identificar sus distritos. En 2008 el regidor Hernani Escobar Tuesta planteó a la Municipalidad Distrital de Manantay realizar un proyecto para establecer los límites territoriales de las distintas localidades. En el proyecto también proyectaba entregar copias del plano distrital a los docentes, de forma que estos pudieran enseñarle a los niños y a sus padres cuáles son los límites y los símbolos que representan al distrito.

#### Himno
El Himno a Pucallpa fue escrito por Laureano del Águila Córdoba (letra) y Ladislao García Torres (música); sin embargo, por su poca popularidad, no se identifica como un símbolo de la ciudad. Por ello, la Municipalidad está buscando alternativas para motivar su uso en los centros educativos. El himno está compuesto de 6 estrofas que expresan el saludo a Pucallpa.

## Geografía física

### Ocupación geourbana
Pucallpa ocupa el 0.05 % de la provincia de Coronel Portillo, lo que representa casi el 15 % del distrito original. La comparación entre los años 1975 y 2010 muestra que la zona urbana se fue anexando de forma irregular. La ciudad limita con el distrito de Campoverde y aldeas vecinas a partir de Puerto Callao. Se considera que Pucallpa es una planeada debido a que el proceso de población comenzó en diversas zonas de vegetación de manera irregular, por ejemplo:
- El centro urbano de Pucallpa, que considera la anchura a la avenida Sáenz Peña y la altura al jirón 7 de junio (ambos conectados desde del óvalo de Pucallpa), se expandieron hasta unirse con Puerto Callao, posiblemente a partir de la década de 1960.
- La carretera Federico Basadre tiene como distancia hacia el río Ucayali 1,3 km. La ocupación más importante es rural en distrito de calleria. Estas comenzaron en la década de 1980.

Según los datos del INADUR, se ha incrementado desde 1960 la urbanización de varias áreas de la ciudad:
| Año de superficie  | 1942 | 1952 | 1962 | 1971 | 1981 | 1993   | 1996   |
| Hectáreas ocupadas | 38.4 | 129  | 322  | 859  | 1090 | 2321.8 | 2351.8 |

### Relieve e hidrografía

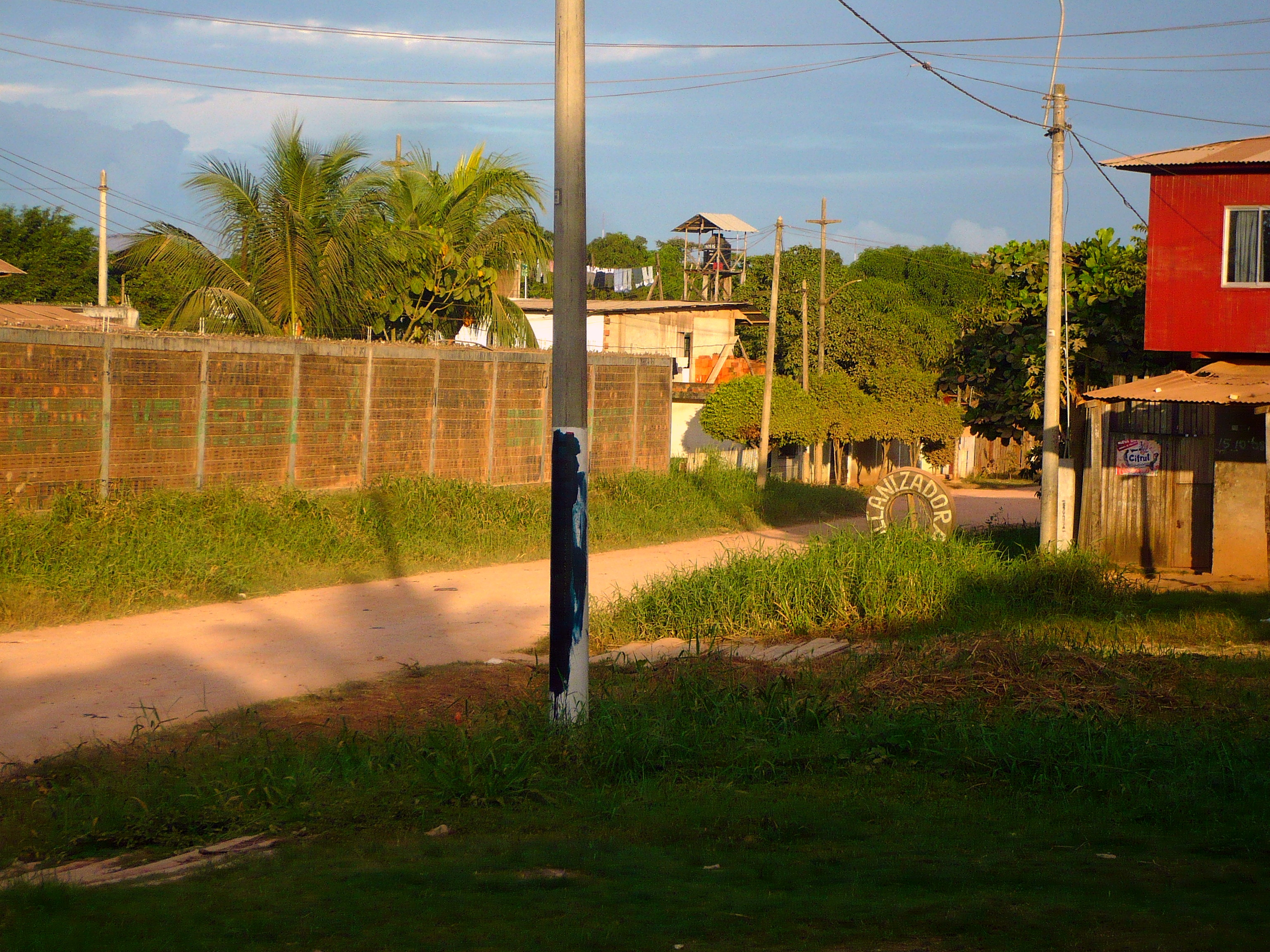
La falta de cultivo de hierbas (monte) persiste en varias zonas no urbanas. Esta imagen, por ejemplo, es de la carretera antigua a Yarinacocha.

La ciudad de Pucallpa se ubica en el departamento de Ucayali, en el extremo centro-oriental del Perú, a orillas del río Ucayali, en plena selva amazónica a 154 m s. n. m. En la ciudad abundan los árboles, especialmente en zonas poco desarrolladas. Sus tierras son arcillosas y se disuelven fácilmente, volviéndose barrosas. Su inclinación terrestre es leve, con un promedio de ±3 metros de elevación. Los suelos de Pucallpa son pobres para la agricultura, aunque se cultiva la silvicultura. Los principales cultivos que se pueden utilizar dentro de la región (exterior de Pucallpa) son maíz, yuca, plátano y una gran variedad de frutas. En cambio, los suelos urbanos pueden producir obstrucciones pues se desarrollan áreas de pastoreo en lugares lejanos.
Pucallpa tiene algunos relieves hidrográficos importantes. La laguna de Yarinacocha se ubica en el noreste y tiene muy poca superficie; junto a ella se ubica la laguna Cashibococha, de menor superficie ubicada en el límite. El río Ucayali es el centro de comunicación y se extiende de norte a sur. Además, se conserva el caño natural de Yumantay, ubicado en la zona derecha de la avenida Centenario y a medio camino de la avenida Amazonas (ruta obstruida).

### Situación territorial

Mapa general mostrando la ciudad con los 3 distritos divididos. En este gráfico se observa como la urbanización se expande hacia el oeste en los distritos de Yarinacocha (NO) y Manantay (SO).

Se denomina Pucallpa a todo el casco urbano. Al comienzo, la ciudad ocupó la parte oriental hasta la avenida Sáenz Peña y Jirón 7 de junio. Más tarde, se expandió hacia el oriente de la misma y, finalmente, también hacia el sureste.
Tiempo después surgieron las invasiones: se ocuparon zonas rurales menos desarrolladas que se encontraban más alejadas de la ciudad. Como referencia, había varios asentamientos humanos, como San Fernando, que pronto se convirtieron en la ciudad principal de Callería. Sin embargo, para demostrar que la ocupación era legal se necesitaría una considerable titulación, difícil de adquirir por la cantidad excesiva y los terrenos no definidos. Por consecuencia, ante el desinterés de estas ciudades, para que Pucallpa pudiese dejar de ser zona rural por el centralismo debió establecerse como distrito.
En esta tabla los límites distritales no son establecidos por lo que dependería del plan director de la municipalidad:
| Noroeste: Distrito de Yarinacocha                                                      | Norte: Distrito de Yarinacocha y laguna Yarinacocha (4.7 km) | Nordeste: Río Ucayali                      |
| Oeste: Entre los distritos de Yarinacocha y Manantay por la carretera Federico Basadre |                                                              | Este: Río Ucayali y distrito de Callería   |
| Suroeste: distrito de Campo Verde (33 km)                                              | Sur: Distrito de Manantay y quebrada Yumantay                | Sureste: Río Ucayali, distrito de Callería |

### Clima

Temperaturas promedio del aire en casilla meteorológica, 1949 a 2009 (NASA).

La ciudad de Pucallpa tiene un clima tropical monzónico con temperatura cálida todo el año, clasificado como Am según el sistema de Köppen. La temperatura promedio es de 26 °C, con picos que pueden alcanzar 34 °C en los días más calurosos. A mediados de 2008, la temperatura alcanzó los 37 °C. Las precipitaciones se producen entre los meses de octubre y diciembre. Durante este período, la temperatura desciende hasta 21.5 °C aproximadamente. Se ha llegado a reportar más de 41.1 °C, encontrándose entre los registros más calurosos de la selva baja.
El caudal de lluvias alcanza los 1570 mm. En 2009, la precipitación máxima fue de 12,2 cm (marzo) y la mínima de 3,44 cm (agosto). Además, los índices ultravioletas pueden llegar a 10+.
En Pucallpa rara vez ocurren tormentas eléctricas; sin embargo, pueden producirse otros fenómenos naturales como fuertes vientos que pueden alcanzar los 40 km/h y que han provocado accidentes aéreos. Uno de los casos más recientes ocurrió el 23 de agosto de 2005, cuando el vuelo 204 de TANS Perú se estrelló antes de llegar a la terminal. El accidente fue provocado por una fuerte tormenta a muy pocos kilómetros de la ciudad. Otro caso fue en 1971 (el vuelo 508 de la empresa LANSA), donde solo hubo una sobreviviente (Juliane Koepcke).
En la región tampoco han ocurrido terremotos de gran intensidad, en 1970 durante el sismo de Chimbote, causó varios heridos y muertos y daños; en 1998 un sismo de 6.6 grados causaba la muerte de 3 personas y daños materiales diversos, cada año sismos de 5 a 6 grados golpean la ciudad, aunque con intensidades no mayores de V grados, los últimos que han ocurrido movimientos sísmicos que alcanzaron los 5.9 grados en la Escala de Richter. Además de este sismo, ocurrió otro con una intensidad de IV en la escala de Mercalli y 5.8 en la de Richter, cuyo epicentro se ubicó en Puerto Inca, a 25 km al suroeste de Pucallpa.
En la siguiente tabla se muestra el clima según los meses del año. Entre los meses junio y septiembre ocurren días cálidos y secos, con mayor iluminación solar. Entre los meses de enero y marzo son más húmedos, facilitando el transporte fluvial. Este clima húmedo ha causado graves precipitaciones (superiores a los 200 milímetros) produciendo colapso en el desagüe, además de muy elevadas inundaciones en la laguna Yarinacocha. Curiosamente en el 2014, específicamente el 6 de noviembre, se reportó 20 horas de lluvia continua en la ciudad cuyo volumen equivaldría a la cantidad acumulada por 10 años en Lima.
| Parámetros climáticos promedio de Pucallpa, Ucayali           | Parámetros climáticos promedio de Pucallpa, Ucayali | Parámetros climáticos promedio de Pucallpa, Ucayali | Parámetros climáticos promedio de Pucallpa, Ucayali | Parámetros climáticos promedio de Pucallpa, Ucayali | Parámetros climáticos promedio de Pucallpa, Ucayali | Parámetros climáticos promedio de Pucallpa, Ucayali | Parámetros climáticos promedio de Pucallpa, Ucayali | Parámetros climáticos promedio de Pucallpa, Ucayali | Parámetros climáticos promedio de Pucallpa, Ucayali | Parámetros climáticos promedio de Pucallpa, Ucayali | Parámetros climáticos promedio de Pucallpa, Ucayali | Parámetros climáticos promedio de Pucallpa, Ucayali | Parámetros climáticos promedio de Pucallpa, Ucayali |
| Mes                                                           | Ene.                                                | Feb.                                                | Mar.                                                | Abr.                                                | May.                                                | Jun.                                                | Jul.                                                | Ago.                                                | Sep.                                                | Oct.                                                | Nov.                                                | Dic.                                                | Anual                                               |
| ------------------------------------------------------------- | --------------------------------------------------- | --------------------------------------------------- | --------------------------------------------------- | --------------------------------------------------- | --------------------------------------------------- | --------------------------------------------------- | --------------------------------------------------- | --------------------------------------------------- | --------------------------------------------------- | --------------------------------------------------- | --------------------------------------------------- | --------------------------------------------------- | --------------------------------------------------- |
| Temp. máx. abs. (°C)                                          | 42.0                                                | 35                                                  | 37                                                  | 37                                                  | 35                                                  | 35                                                  | 39                                                  | 41.1                                                | 41                                                  | 39                                                  | 38                                                  | 37                                                  | 42.0                                                |
| Temp. máx. media (°C)                                         | 31                                                  | 31                                                  | 31                                                  | 30                                                  | 30                                                  | 30                                                  | 30                                                  | 31                                                  | 33                                                  | 32                                                  | 31                                                  | 31                                                  | 31                                                  |
| Temp. media (°C)                                              | 27                                                  | 26                                                  | 25                                                  | 25                                                  | 25                                                  | 26                                                  | 27                                                  | 28                                                  | 26                                                  | 28                                                  | 27                                                  | 26                                                  | 26.3                                                |
| Temp. mín. media (°C)                                         | 22                                                  | 22                                                  | 22                                                  | 22                                                  | 21                                                  | 20                                                  | 20                                                  | 20                                                  | 21                                                  | 21                                                  | 22                                                  | 22                                                  | 21                                                  |
| Temp. mín. abs. (°C)                                          | 18                                                  | 18                                                  | 18                                                  | 12                                                  | 15                                                  | 12                                                  | 11                                                  | 12                                                  | 14                                                  | 15                                                  | 17                                                  | 17                                                  | 11                                                  |
| Precipitación total (mm)                                      | 310                                                 | 318                                                 | 344                                                 | 255                                                 | 165                                                 | 109                                                 | 92                                                  | 103                                                 | 141                                                 | 231                                                 | 289                                                 | 300                                                 | 2657                                                |
| Horas de sol                                                  | 112                                                 | 77.7                                                | 85.5                                                | 88.8                                                | 107.5                                               | 109.3                                               | 162.3                                               | 174.9                                               | 140.2                                               | 131.1                                               | 109.1                                               | 105.1                                               | 1403.2                                              |
| Humedad relativa (%)                                          | 84.2                                                | 85.1                                                | 88.4                                                | 88.2                                                | 86.2                                                | 84.5                                                | 84.4                                                | 81.3                                                | 79.3                                                | 81.4                                                | 80.3                                                | 80                                                  | 83.6                                                |
| Fuente: Weatherbase, Tu Tiempo y MSN Clima. Años 2007 y 2009. |                                                     |                                                     |                                                     |                                                     |                                                     |                                                     |                                                     |                                                     |                                                     |                                                     |                                                     |                                                     |                                                     |

### Medio ambiente
Hay dicotomías sobre la explotación de los recursos naturales en aspectos tales como población, desarrollo, comercialización, etcétera. Aunque el costo de la tierra es de 200/ha USD compitiendo con el Cantón de Esparza (Costa Rica), existe en la población el anhelo de mayor desarrollo, una mejor economía y más investigación, que en muchos casos puede alcanzarse. Sin embargo, la ciudad sufre de una constante deforestación y en general del deterioro de los recursos naturales de la zona debido a la irresponsabilidad de los agricultores que hicieron quemas de áreas a pesar de estar a 44 grados centígrados, como también, la baja del nivel del mar en el río Ucayali que dificulta la vida por el calor mismo de la selva baja. Por el momento se está buscando una solución alternativa. Con ese objetivo ha surgido una iniciativa de reciclaje y desarrollo para la conservación natural de la zona.
Además, la ONG Ciudad Saludable ha construido una planta de reciclaje, ubicada en el asentamiento humano Pedro Portillo. Esto también brindaría un valor agregado a los residuos recolectados, que beneficiaría el trabajo económico.
Es una ciudad semi-ecológica, ejemplo de salud. Prueba de ello es la existencia de un ambiente natural: el parque natural de Pucallpa, que es el único zoológico en la ciudad donde se conservan las especies que habitan la zona, en especial aquellas en peligro de extinción.

## Demografía

### Censo 2017
La ciudad de Pucallpa, incluye los distritos de Callería de 149 999 habitantes, Yarinacocha de 103 941 habitantes y Manantay de 87 525 habitantes, según el Instituto Nacional de Estadística e Informática es la décima ciudad más poblada del Perú y albergaba en el año 2017 a una población de 341 465 habitantes.
| Ubigeo | Distritos   | Extensión     | Altitud        | Población 2017 | Estimado 2020 |
| ------ | ----------- | ------------- | -------------- | -------------- | ------------- |
| 250101 | Callería    | 10 937,62 km² | 157 m s. n. m. | 149 999        | 172 052       |
| 250105 | Yarinacocha | 197,81 km²    | 153 m s. n. m. | 103 941        | 118 666       |
| 250107 | Manantay    | 579,91 km²    | 150 m s. n. m. | 87 525         | 107 364       |
|        | Total       | 11 715,34 km² | -              | 341 465        | 398 082       |

### Población

#### Evolución
Pucallpa es una de las ciudades con más rápido crecimiento a nivel nacional en Perú, marcado por su inmigración al departamento (la tercia parte de quien viven vienen de otros departamentos). Cuenta con una población de 170 000 habitantes en 2000, siendo su tasa de crecimiento promedio de 5,6 % entre 1981 y 1993. En el Diccionario Geográfico del Mundo (World Gazetteer) figura con una población de 283 292 habitantes (puesto 339 entre las localidades más habitadas en América, 2010). Pucallpa tuvo una gran expansión, en 1981 tenía como población 89 604 habitantes, en 1993 172 286, y en 2005 alcanzó los 248 878 pobladores, basado en los censos oficiales y el diccionario global.

#### Migración
Su población es cosmopolita, debido a que la migración serrana produjo la expansión excesiva de los habitantes. Aunque la ciudad comenzó con habitantes selváticos, la visita de extranjeros varía con la atracción turística, pudiendo llegar a la mitad de la población interlocal (ver inmigración en el Perú).
Clasificando por región, la ciudad está habitada por los siguientes, el 20 % sólo los selváticos ucayalinos, el 20 % de costeños y el 40 % de andinos. En cambio, en la población extranjera no fue muy esperado, siendo una ciudad con baja población internacional con menos de 1000 habitantes (explicado en el censo del 2007).

#### Población y viviendas
Considerando la población por distritos, se aprecia que:
- En 1999, la población de Yarinacocha y Callería era de 35 222 y 170 188 respectivamente. La población total era de 205.410 habitantes. El 80% de las viviendas (31 840 viviendas) se ubicaban en el primer distrito, y el 20 % restante (6614 viviendas) en el segundo.[58]
- En el censo de 2007, se apreció que la población de ambas creció constantemente. Puerto Callao tenía 75 953 habitantes (el doble, por lo que tuvo un crecimiento muy elevado) y Pucallpa en sí tenía 194 867 habitantes (126 983 en Callearía y 67 884 en Manantay). Alcanzó las 60 000 viviendas, con 29 633 en Callería, 17 520 en Yarinacocha y 14 842 en Manantay.[62]

#### Densidad
La densidad de habitantes por vivienda varía, en 1999 era de 534,2 habitantes por 100 casas, y en 2007 se redujo a 436,8. El INADUR estima que la densidad por hectárea también ha variado. En 1942 era de 99,10; en 1952, 71,75; en 1962 55,02; en 1971, 60,61; en 1981 por la sobrepoblación aumentó a 83.16 y en 1996 se mantuvo en 83.34 hab/hec.

#### Lenguaje
En el censo del INEI, 2007 se han dividido los 261 958 pobladores según el idioma o dialecto que sepan hablar, contando multilingüe:
- 254 121 habla español, idioma oficial.
- 2149 hablan el quechua, idioma nativo oficial.
- 285 hablan asháninca, idioma nativo importante.
- 193 hablan aimara, otro idioma nativo.
- 114 hablan idiomas extranjeros, particularmente el inglés.

## Historia
En 1779 fue parte de la Intendencia de Trujillo que llegó a tener nueve partidos que fueron Trujillo, Lambayeque, Piura, Cajamarca, Huamachuco, Chota, Moyobamba, Chachapoyas, Jaén y Maynas, este último partido anteriormente conformaba los departamentos de lo que hoy se conoce como (Departamento de San Martín, Ucayali, Loreto) siendo la Intendencia de Trujillo la más grande del Virreinato del Perú, es decir casi todo el norte del Perú actual; su primer intendente fue Fernando Saavedra de 1784 a 1791. Después de este le seguirían Vicente Gil de Taboada (1791-1805 y 1810-1820), Felice del Risco y Torres (provisional) (1805-1810) y el marqués de Torre Tagle (1820), quien dirigió la independencia de la Intendencia.
Fue parte del Gobierno de la Comandancia General de Maynas que fue una división territorial del Imperio español en el Virreinato del Perú, creada mediante una real cédula del 15 de julio de 1802.
Abarcaba los actuales departamentos peruanos de Amazonas, San Martín, La Libertad y Loreto.
En 1822 el Gobierno de Colombia envió al Perú a Joaquín Mosquera a solicitar la restitución de Maynas. El 25 de julio de 1824 el Congreso de la Gran Colombia dictó una ley de división territorial pretendiendo incluir en la Provincia de Pichincha del Departamento de Quito al Cantón de Quijos, según los límites que tenía al tiempo de creación del Virreinato de Nueva Granada. Pretendía incorporar también al Departamento del Azuay la Provincia de Jaén de Bracamoros y Maynas. La negativa peruana a ceder los territorios desencadenó una guerra entre ambos países: La Guerra grancolombo-peruana.
A partir de la ley del 21 de noviembre de 1832 Maynas fue integrada al territorio del nuevo departamento peruano de Amazonas, del cual se separó en 1853, cuando se crea un gobierno político en Loreto.
Anteriormente el territorio del actual departamento de Ucayali era parte del departamento de Loreto con el nombre de la provincia de Coronel Portillo. Se escindió y fue creado por decisión del pueblo ucayalino y los Pucallpazos, en contra de las autoridades del departamento de Loreto y del frente patriótico de Loreto, el 18 de junio de 1980. Su capital es la ciudad de Pucallpa. Actualmente comprende cuatro provincias. Así también que en la actualidad Pucallpa como Capital del Departamento de Ucayali tiene muy buenas relaciones con las regiones de Huánuco, Ancash y departamentos que fueron parte de la Intendencia de Trujillo como San Martín, Loreto y La Libertad
Pucallpa se destaca por un desarrollo rápido y sencillo. Sin embargo, su sacrificio social pudo desarrollarse más rápido debido a la falta de ayuda de otros. Por ejemplo, comenzó a expandirse por tener falta de comunicación. También obtuvo territorios amplios y un uso ambiental más adecuado.

### Orígenes nativos

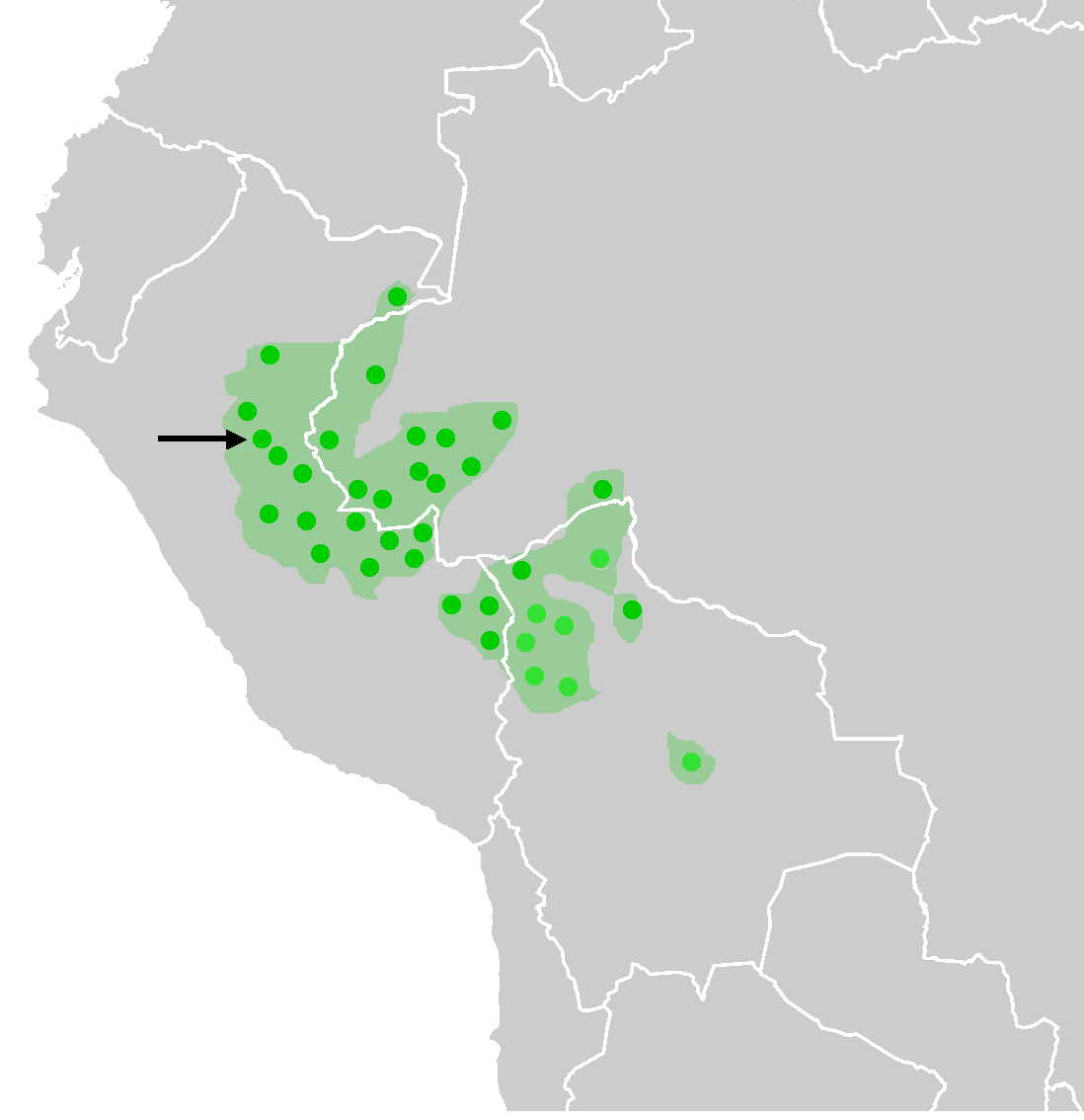
Ubicación donde estuvieron la cultura shipiba (flecha) y la pano (puntos verde).

Antes de la colonización de Sudamérica, toda la selva era habitada por nativos. La colonización fue muy difícil debido a las enfermedades que ocurrían o a los ataques de desconocidos, por lo que no hubo suficiente información para saber cómo vivían. En el siglo XV comenzaron las exploraciones. Los primeros franciscanos empezaron a fundar poco a poco las aldeas entre el río Ucayali y el río Perené.
Pucallpa se originó en la selva central (entre los países actuales de Perú, Brasil y Bolivia). Allí existía la etnia shipibo-konibo, uno de los grupos indígenas del oriente peruano, perteneciente a la familia lingüística pano y que habitaban en las márgenes del río Ucayali y sus afluentes Pisqui, Callería, y Aguaytia y a orillas de los lagos Tamaya y Yarinacocha. A veces se considera que el territorio shipibo está río abajo del Ucayali y río arriba la cultura conibo, pero en realidad hay comunidades de ambos grupos en las dos zonas porque se han mezclado entre sí. Los shetebo, una cultura antigua que vivían debajo de Contamana, ahora se encuentran integrados a los shipibos. En esa época la población era de unas 25 000 personas, repartidas entre 108 caseríos o comunidades nativas. El ambiente era muy ecológico y simplificado, manteniéndose conservado durante años. Las casas eran de hojas de palmeras y ventiladas y vivían en el bosque. Sus difuntos eran enterrados secretamente en vasijas en sus propias casas. Sobrevivían de la pesca, y utilizaban plantas medicinales como recetas médicas.
El límite de ambas tribus se encontraba aproximadamente donde hoy se halla establecida la ciudad de Pucallpa. Entre 1811 y 1817, el mapa de las misiones registraba a estas zonas como áreas pobladas por cunibos, campas, cashibos, shipibos y piros. Pero la parte específica que hoy es Pucallpa, estaba poblada de indios shipibos, y se tenía conocimiento, que esta zona era un gran bosque. En 1830, en el mapa del padre Sobreviela, se identifica a la zona de Pucallpa como región dominada por los shipibos, aunque no se supo para qué servía o como se comunicaban, siendo algo imposible para los españoles que tenían desigualdad de creencias, o costumbre poco a su realidad.
Aquí se menciona a los Campas (una de las tribus más numerosas de la selva), los piros y los cunibos (de la gran familia de los panos), que no han variado sus costumbres y en épocas pasadas tuvieron gran preponderancia y se impusieron a otras tribus por su cantidad y coraje. El distintivo de la tribu conibo es el pánchaque. El pánchaque es el achatamiento de la frente de los niños de ambos sexos con una tableta sobre la que se coloca una almohadilla de arcilla, adaptable al niño. Los shipibos alguna vez dominaron el Ucayali. Los cashibos, que eran antropófagos, con cierta frecuencia hacían excursiones a otras tribus vecinas para robar con violencia. Los Cocamas, la tribu más dócil, fueron los primeros en ser catequizados por los Jesuitas.

### Conquista y desarrollo urbanístico

Hasta finalizar la década de 1950 no tuvo un gran desarrollo. En ese momento Pucallpa no ocupaba todo el actual distrito de Callería, y su población era inferior a 100 000 habitantes.

#### Colonización por los franciscanos
Los primeros viajes que se registraron hacia la localidad fueron los realizados por los sacerdotes pertenecientes a la Iglesia católica. Estas exploraciones fueron ordenadas por el Virrey Francisco de Toledo, previa comunicación con los nativos. Sus expediciones se iniciaron a partir de mediados del siglo XVII, lo que llevó a la fundación de numerosas comunidades desde el norte de la selva peruana y se propagó por muchos lugares.
En el libro Pucallpa y el Ucayali (de la edición de 1986) menciona la bitácora de la expedición que realizó el religioso Fernando Pallares a todo el río Ucayali el 22 de junio del año 1854, indicando que esa ciudad no nominada encontró ocho familias y tres párvulos shipibos. Estos fueron los colonos y los nativos que residían en dicha localidad en aquel tiempo. Esta sería la primera referencia documental sobre la existencia de la ciudad de Pucallpa, que aún no alcanzaba la categoría de aldea. En los siguientes años, otros sacerdotes dejaron constancia escrita de sus viajes por la Amazonia peruana y de sus pasos por la ciudad de Pucallpa. Así, el padre Vicente Calvo, entre los años 1857 y 1859, llegó a Pucallpa en un viaje de búsqueda de una comunicación entre Huánuco y Ucayali.

#### Fundación en laEra del caucho
Mucho tiempo después, llegó la Era del Caucho y, con ella, la fundación de la ciudad. Aunque no hay una documentación histórica, existen varias hipótesis sobre su nacimiento. En el archivo "Documentos Históricos", recopilado por el investigador y periodista Luis Vivanco Pimentel, menciona un registro del 20 de junio de 1879 en el Villorrio Pucallpa, el Padre Agustín Alemany, Bautiza a Bonifacio Tello, hijo de Gregorio Tello y de una mujer de la Tribu Amahuaca, su Padrino fue el Señor Benito Flores, años después que en la expedición del padre Fernando Pallares, entonces prefecto de misiones. Esta referencia exacta evidencia que la ciudad ya está asentada antes de la llegada de los fundadores.
Otras referencias encontradas por Luis Vivanco Pimentel fueron: El censo realizado por La Colección Larrabure y Correa sobre la Provincia Litoral de Loreto del año 1862 mencionando a 65 habitantes, entre ellos 10 hombres mayores de 21 años; menores de 21, 17 y 28 mujeres. En diciembre de 1867, el Prefecto de Loreto Benito Arana mediante una expedición religiosa a cargo de Misionero Vicente Calvo por Ucayali, Pachitea y Palcazu mencionando que: 

En diciembre de 1867 paramos en Pucallpa, donde el señor José Gordon había acopiado leña; pero la excesiva corriente y fuertes remolinos, que hay por esos sitios nos obligó a pasar adelante
Memorias de Benito Arana

En el año 1901 se establece el Primer Concejo Municipal de la Ciudad de Pucallpa, y en Sesión de Concejo Municipal el alcalde Pedro Pablo Gaviria Saldaña a sus Regidores Municipales Antonio Maya de Brito y Agustín Cauper Videira les otorga el Título de Fundadores de la Ciudad de Pucallpa. La historia tradicional estima que la fundación de Pucallpa fue el 13 de octubre de 1888, que coincide a su semana jubilar, una festividad de esa ciudad. La identidad del fundador es discutida por la municipalidad, pues se atribuye el honor a tres personas: el peruano Eduardo del Águila Tello (nacido en el San Martín) o los brasileños Agustín Cáuper Videira y Antonio Maya de Brito, que aunque desconocidos son populares en la actualidad. Por el momento, no se ha establecido una fecha fija de fundación, porque no fue producto de un acto de asentamiento, sino de un paulatino proceso de población y acantonamiento de colonos. Las fuentes orales señalan que, a partir de la década de 1850, empezaron a llegar los primeros colonos a esta localidad, aunque ya existía un pequeño asentamiento nativo.

### Edad Contemporánea

#### Auge colonial

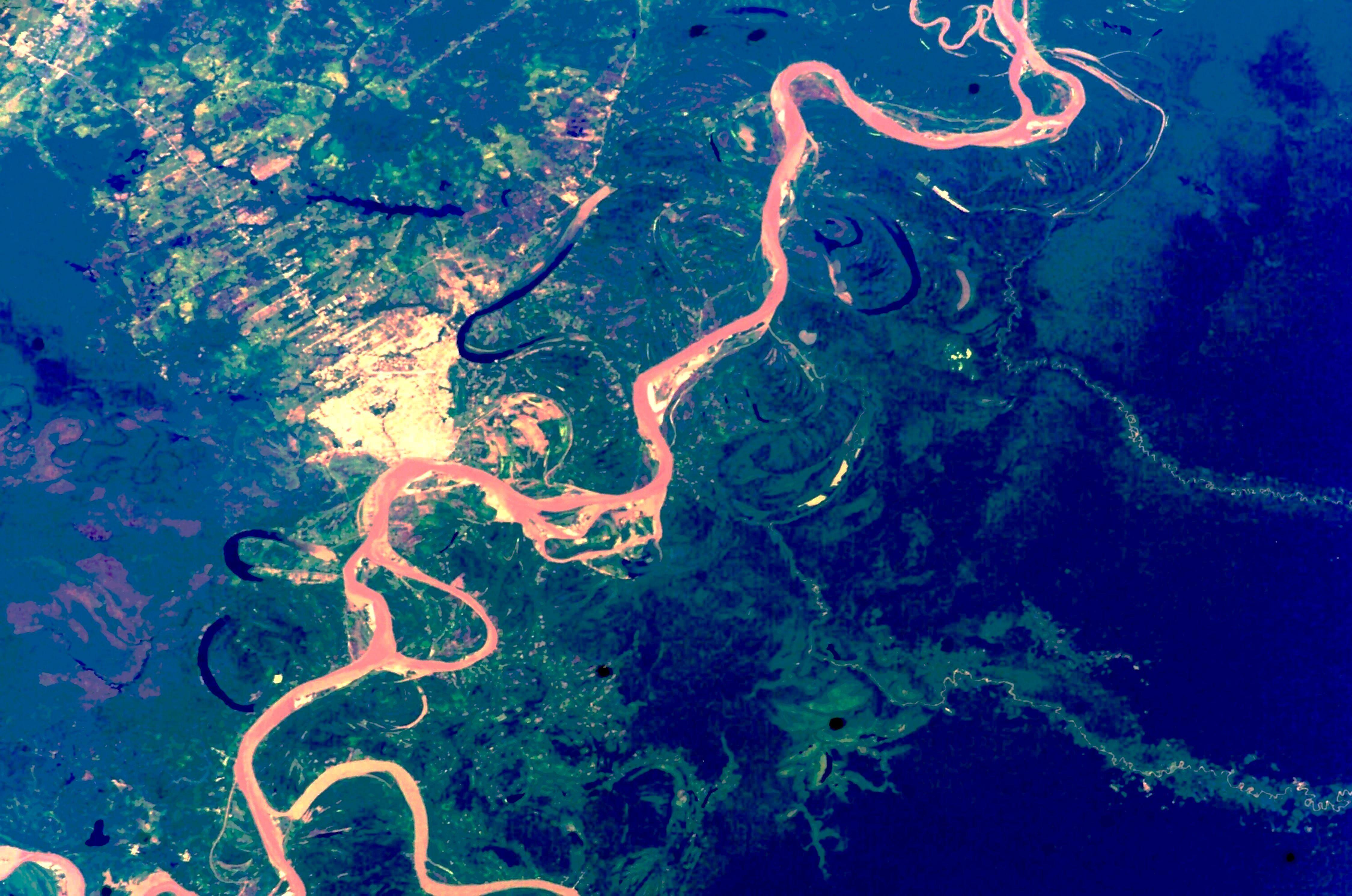
Vista aérea de Pucallpa, tomada por la NASA en el 2002. Se observa comparando al año 1975, un aumento excesivo al expandirse.

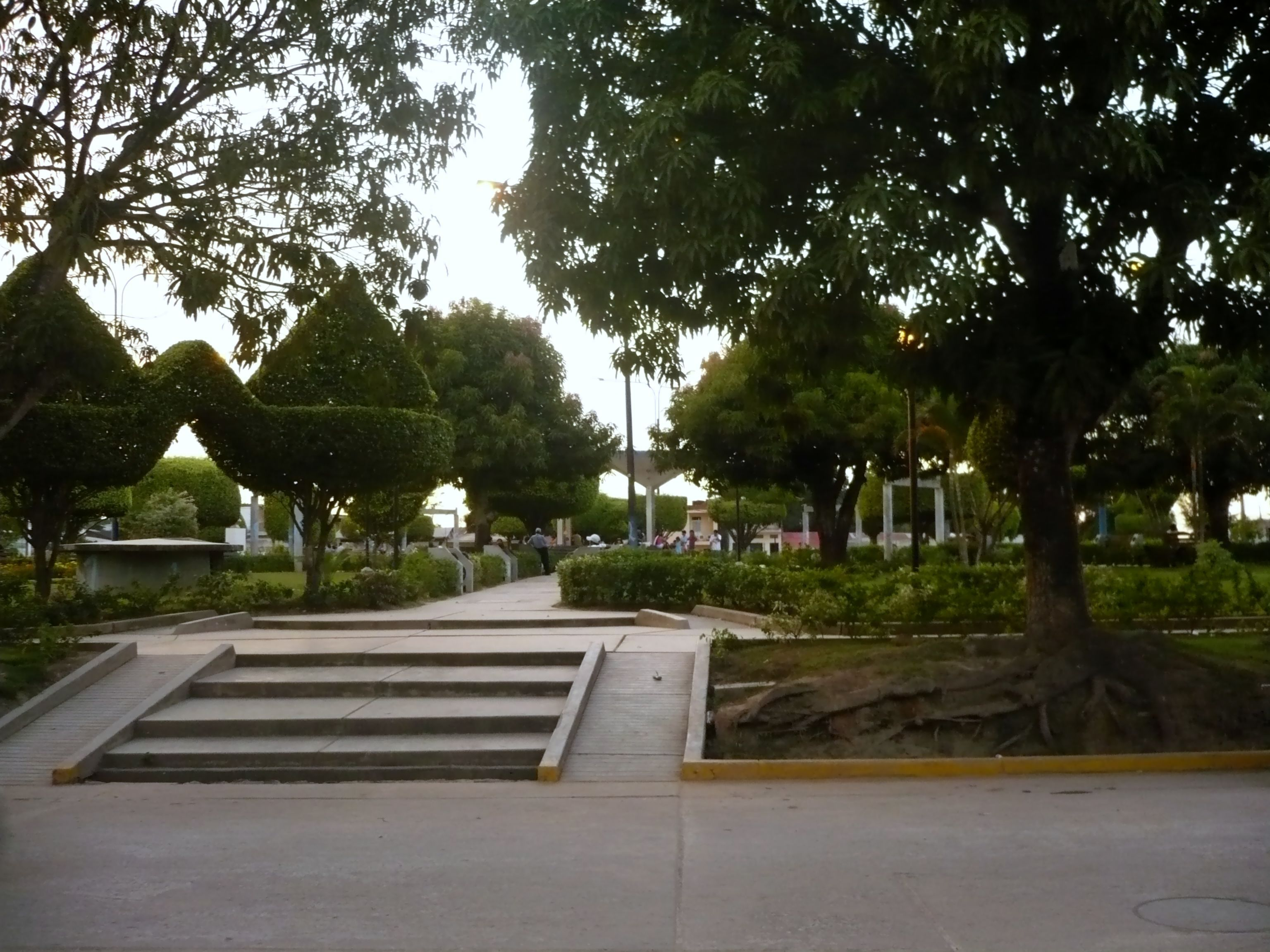
Plaza de armas de Puerto Callao, esta es una referencia sobre su nacimiento como caserío en la década de 1960.

Durante esta época hubo referencias al investigador italiano Antonio Raimondi, que visitó Pucallpa en 1860 y quiso denominarla Nueva Orán, nombre que los franciscanos utilizaron hasta su fundación. Así mismo, en 1862, el "Censo de la provincia litoral de Loreto", editado por la colección Larraburre y Correa, hace referencia entre las ciudades, villas, pueblos y aldeas amazónicas del Perú, al pueblo pucallpino, con una población de poco más de medio centenar de personas, que equivalía a 20 casas familiares, siendo insuficiente para ser un caserío. Después de la proclamación de la independencia en Lima su expansión a ciudad no fue fácil para la población. En 1848 surgió la idea de atraer extranjeros, y en 1853 los primeros 13 000 colonos que habitan desde Pozuzo y otros lugares llegaron por las facilidades migratorias otorgadas por el acuerdo del presidente Ramón Castilla en 1849.
Tiempo después se crearon zonas aledañas que anexaron su expansión a la nueva ciudad. Una de ellas es San Jerónimo, provincia de Huallaga, del departamento de Loreto, creada en año 1900. Sin embargo, en 1912 las constantes erosiones causadas por la corriente del río Ucayali amenazaron la capital San Jerónimo, por lo cual Pucallpa fue nombrada nueva Capital del Distrito de Callería y ambas zonas fueron fusionadas. Con el advenimiento de la energía eléctrica, en 1928 el Padre Ignacio Aguirrezábal instala el primer generador de luz, para dotar de electricidad a la Iglesia y los lugares adyacentes, promoviendo asimismo la conformación actual de la ciudad y la nomenclatura de las avenidas y calles. En 1940, aumentó el desarrollo urbano por la construcción de la carretera Federico Basadre. Este auge tuvo una fructífera colonización nunca antes propuesta nacionalmente.
A partir de la actividad de Félix del Águila Córdova (hijo de Eduardo del Águila Tello) Pucallpa pudo ser considerado como caserío. Aunque desde 1934 existía la idea, empezó como un campamento. Después de trabajar de niño como agricultor, Félix viajó a Iquitos, pero casi inmediatamente se trasladó al territorio actual junto con su esposa, mudándose con toda su familia años más tarde. Su motivación fue buscar una forma de crear un caserío, que finalizó el 16 de octubre de 1964 con la creación del distrito de Yarinacocha. Este distrito dividió la ciudad tomando el lago del mismo nombre y con el tiempo se pudo desarrollar el caserío San José, anexo del distrito de Yarincocha, donde están las comunidades nativas.

#### Urbanización
Pucallpa sufrió cambios relacionados al turismo y transporte fluvial, siendo entonces administrado entre pioneros civiles y católicos. César Corrales, autor del libro Luis Esteban, relata que su padre inmigrante de la costa peruana, conoció a Ignacio en la década de 1930. Luis decidió construir el Hotel Gran Triunfo en dedicatoria al padre Ignacio, el comandante Pedro Canga y uno de los encargados en la aviación local Federico Recavarrén; la inauguración en septiembre de 1935 coincidió con la primera pista aérea de la ciudad. Más adelante el hotel fue comprado por la misión franciscana hasta su lamentable pérdida en febrero de 1957. Otros avances relacionados fueron en la remodelación del templo de Pucallpa en 1940 y la llegada de los primeros transportes terrestres tiempo después gracias al avance de la carretera Federico Basadre en 1953 por el presidente Manuel Prado Ugarteche.

#### Atentados subversivos

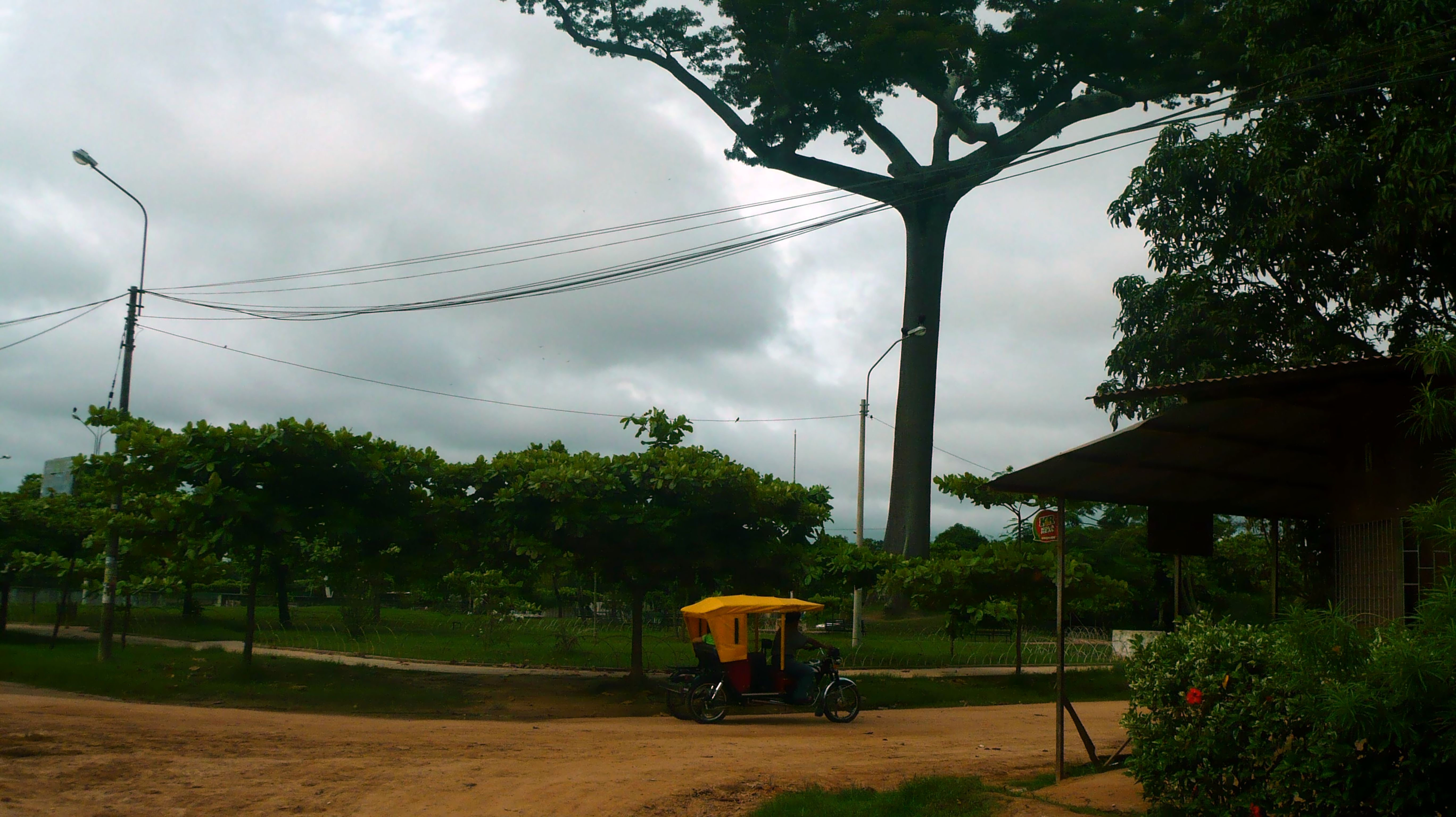
La Lupuna, en relación con el árbol homónimo (Ceiba pentandra) donde hubo atentados terroristas.

En los años 80, hubo atentados terroristas de grupos como el MRTA y Sendero Luminoso. Pucallpa era un centro muy pobre, con una población insuficiente para ser ciudad (es decir, era un caserío). Fue centro de ejecución de homosexuales desde Tarapoto (en el departamento de San Martín). Otros decían que se venían de la localidad de la Lupuna, ubicada en el lateral derecho de la 26.a cuadra de la Avenida Unión.

La violencia comienza a llegar a la zona a mediados de los 80. MRTA realizaba acciones y [Sendero] asesinaba a los que [estaba en su contra], dejando letreros sobre los cadáveres, colgados [desde] la Lupuna, (...), según los pobladores, de que muchos migraron a Iquitos (...)
Archivo almacenado por el comité de la Comisión de la Verdad y Reconciliación buscando la reflexión.

Un incidente ocurrió el 9 de febrero de 1989 en la plaza de armas. En ella más de 3000 manifestantes, entre ellos nativos y campesinos de la Confederación de Campesinos del Perú, reclamaron a las autoridades regionales en exigir el pago de sus productos. Debido la prohibición de la prefectura de Pucallpa de realizar actividades de la zona por cuestiones de seguridad, se generó un conflicto entre los campesinos y la DOES (Dirección de Operaciones Especiales, ahora Dirección Nacional de Operaciones Especiales) dejando 8 fallecidos. Tras el incidente la Marina de Guerra del Perú asumió el control político y militar de Pucallpa y zonas aledañas para la prevención de sucesos futuros.
Esto no duró mucho tiempo, debido al progreso constante y a que se declaró el Estado de Emergencia en el departamento, produciendo una de las principales expansiones de las guerras senderistas. El Comité de Defensa de los Derechos Humanos de Ucayali y la Iglesia pudieron solucionar el problema, que terminó en la década de los noventa con la migración del departamento de Huánuco donde seguían otros incidentes. A pesar de ello, seguían preparados para nuevos atentados.

#### Revoluciones

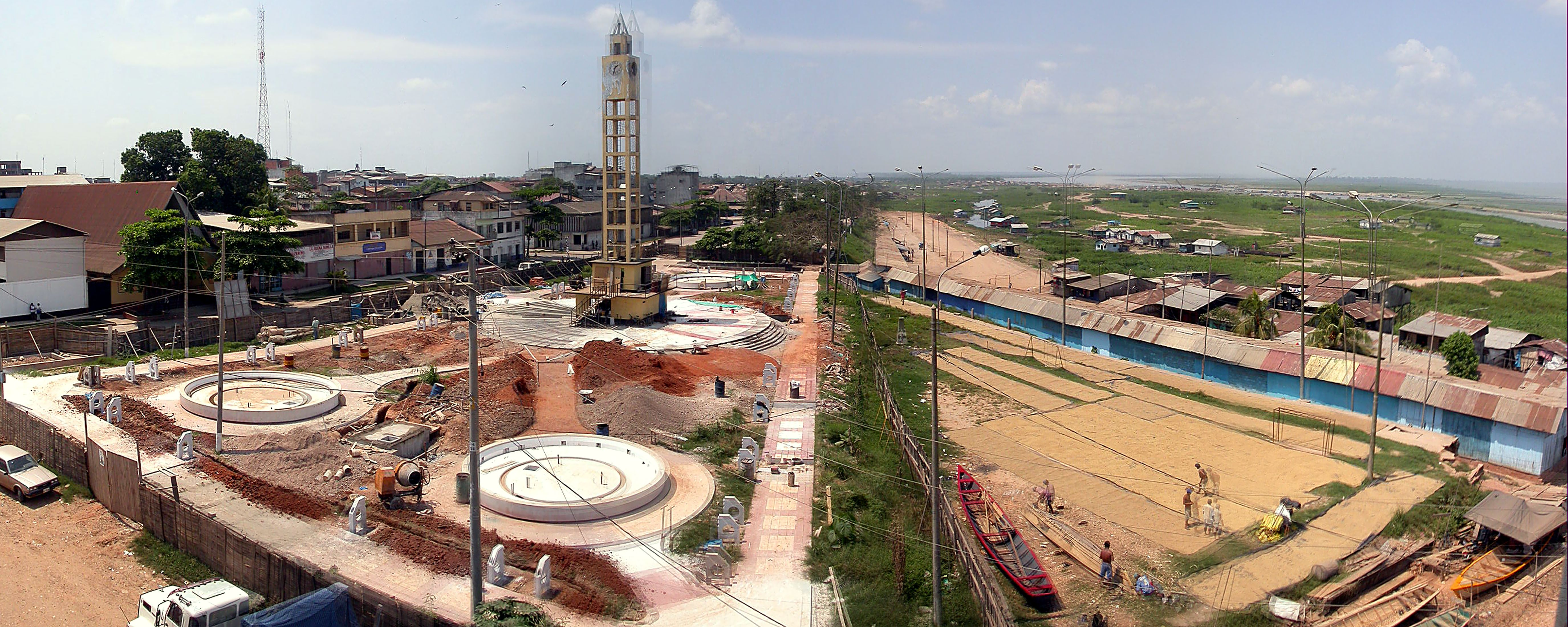
El avance de esta ciudad causó un gran interés ya siendo como capital departamental. La imagen se muestra que la municipalidad en el 2004 dio la renovación de esta plaza: a la derecha se observase como ciudad antigua, y la izquierda ya mejorada.

Entre las décadas de 1950 y 80, se dieron marchas y protestas por reclamos en mejoras de la calidad de vida de la población de las antiguas localidades poco importantes. A esta lucha por independizar el departamento se lo llamó Pucallpazo. La causa más importante fue la dependencia de Loreto. Debido a eso se desarrolló gradualmente la provincia de Ucayali (perteneciente a Loreto, siendo su capital Iquitos). Hubo dos períodos de protesta, uno entre los años 1956 a 1978, y el siguiente entre 1979 y 1980.
En el primero se logró la pavimentación de algunas calles, se inició la construcción del hospital del IPSS, la creación del Comité de Desarrollo de Coronel Portillo (CODECOP) -que fue la antesala para la creación del departamento de Ucayali-, la construcción de la terminal fluvial y la ampliación de los servicios de agua potable y desagüe en Pucallpa.
Unos meses después, con la participación de la ciudad hubo un nuevo Pucallpazo, motivado por diferentes motivos, entre ellos:
- la poca ejecución extrajudicial de trabajadores hacia esta localidad;
- el pago innecesario de impuestos, que dejaron a muchos en la pobreza; y
- la falta de herramientas para trabajar en la localidad (para ser una ciudad), pues la mayoría de las actividades, como la ejecución de los presos, se tenía que ir a su capital.[86]

Esta última protesta (que duró un año), permitió conseguir la administración autoritaria para evitar las complicaciones de trabajo. Uno de sus mayores logros fue que el 22 de junio de 1980, el arquitecto Fernando Belaúnde Terry, virtual presidente constitucional de esa época, se pronunciase favorablemente por la creación del departamento. La protesta terminó dos días después en las fiestas de San Juan.
De esos movimientos se obtuvieron dos logros: la Ley n.º 9815 del 2 de julio de 1943, que creó la Provincia de Coronel Portillo (antiguamente la provincia de Ucayali) que seguía dependiente del territorio loretano, y se estableció Pucallpa como su capital provincial. Mediante la ley n.° 23416 del 1 de junio de 1982, se creó el departamento de Ucayali. Con este hecho, Pucallpa fue elevada a la categoría de capital departamental, situación que mantiene desde entonces.
En 2004 falleció Alberto Rivera Fernández, un periodista conocido por denunciar a autoridades locales desde la emisora Frecuencia Oriental.
Un 3.er. Pucallpazo, conocido como Ucayalazo, ocurrió en el año 2007, debido a los problemas del manejo de tierras cuya explotación con fines de lucro iban a entregar a otros países. Este evento nacional, dirigido por Rómulo Thomas Panduro del Frente de Defensa de Ucayali (FREDEU), empezó por las propuestas de las leyes 977 y 978 del Congreso Peruano. Las mismas proponían vender el sector amazónico a empresas que dañarían el ecosistema. Esta marcha no duró más de un mes.

## Economía

### Empleo

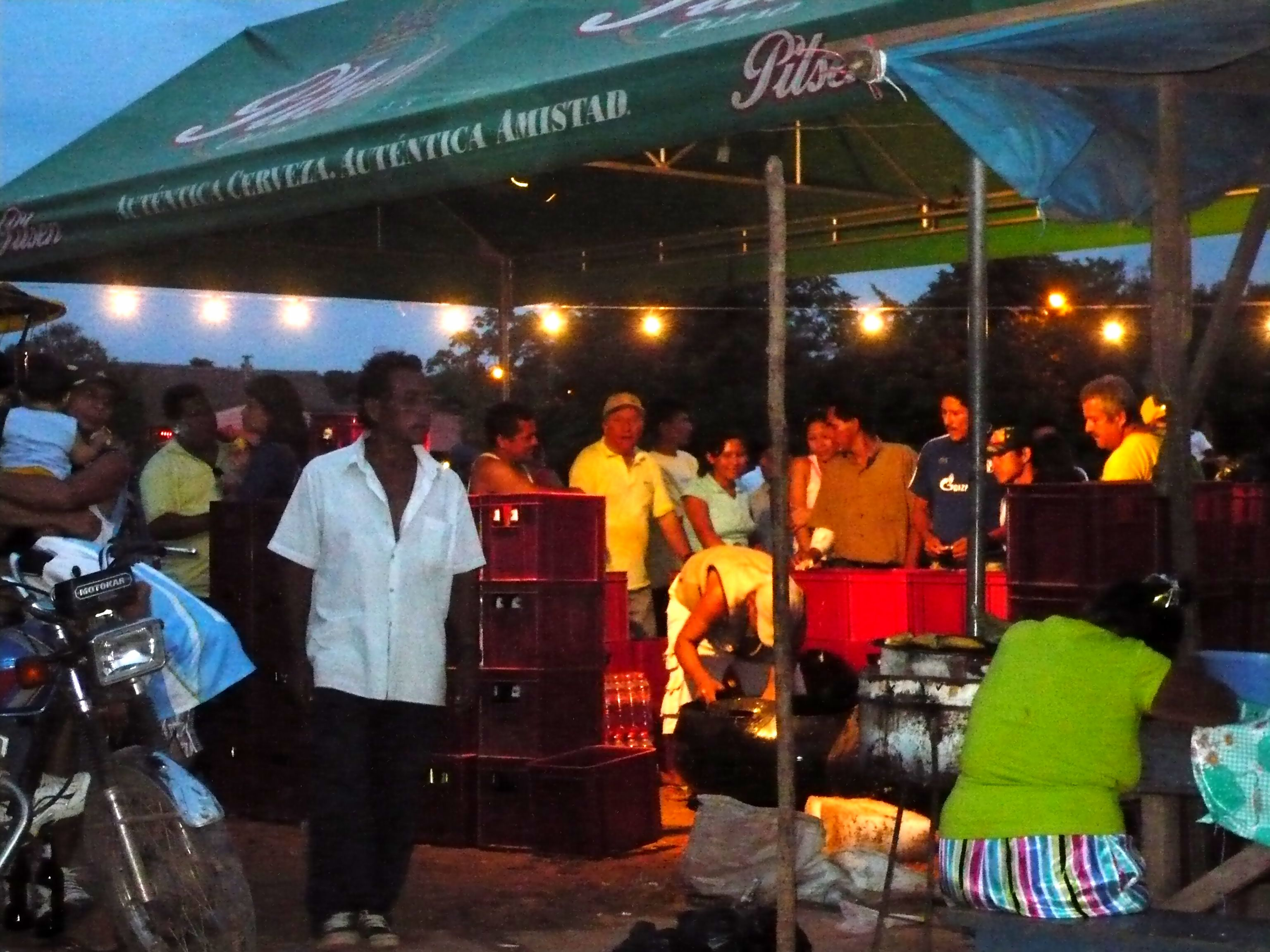
La comercialización de cerveza es la principal actividad que cubre la economía minorista de la ciudad. En la imagen, en un evento de música amazónica (muy popular desde la década 1960), unos vendedores llevan la bebida para consumirla con platos típicos de la zona.

Los hombres se dedican mayoritariamente a la industria maderera, la venta de abarrotes y al mototaxismo, mientras que mayoritariamente las mujeres se dedican a la venta de abarrotes, frutas y comida. La industria forestal es además la mayor fuente de empleo (9,5 % durante los años 2006-2007), más del doble del promedio nacional. Sin embargo, el transporte es una de las vulnerabilidades más comunes en departamento, donde se teme a originar crisis económicas incluyendo sobrealzas de precios. En estos negocios del 2010, se demostraron que ninguno contribuye a pagar impuestos (de Sunat a un 80 %), siendo una ciudad con pocos contribuyentes intervenidos.
El 35 % está ocupado, el 1,3 % libre y el 64,5 % de la población está inactiva (según la encuesta del informe deINADUR, 1999). Sus ingresos son casi pobres (ver pobreza en el Perú): el 17,0 % gana menos de S/. 150, un 5,3 % menos de S/. 750, la tercera parte recibe entre 150 y 300, y la cuarta parte el resto de los soles. Considerando los sueldos inferiores a los 150 soles, las mujeres son más perjudicadas que los varones (20,7 % vs. 9 % respectivamente).
Pese a todo, el 56,5 % de los hogares reciben el aporte de un solo miembro al ingreso familiar, mientras que en el 30,6 % aportan los dos. En el caso de la pobreza extrema, el 68,7 % de los hogares dependería de uno de sus integrantes. Es decir que en el 83 % de los casos aporta solo una persona adulta (generalmente el varón). El 39,1 % de los hogares tiene entre 2 y 3 miembros, y un 30,8 % adicional entre 4 y 5. Aunque son zonas predominantemente pobres, se observa diferenciales de ingreso. En el déficit más bajo el ingreso per cápita es menor de un sol al día (28 al mes), mientras que en el más alto llega a 340 soles por mes (11 soles al día). En este análisis, el 28,8 % de los hogares con el 35,5 % de la población tiene gastos per cápita mensuales inferiores a 75 nuevos soles. Un 32,7 % adicional de los hogares y el 33,7 % de la población tienen gastos entre 75 y 124 soles mensuales. En general su promedio general es de 270 dólares por mes (2001).

### Sectores

#### Sector primario

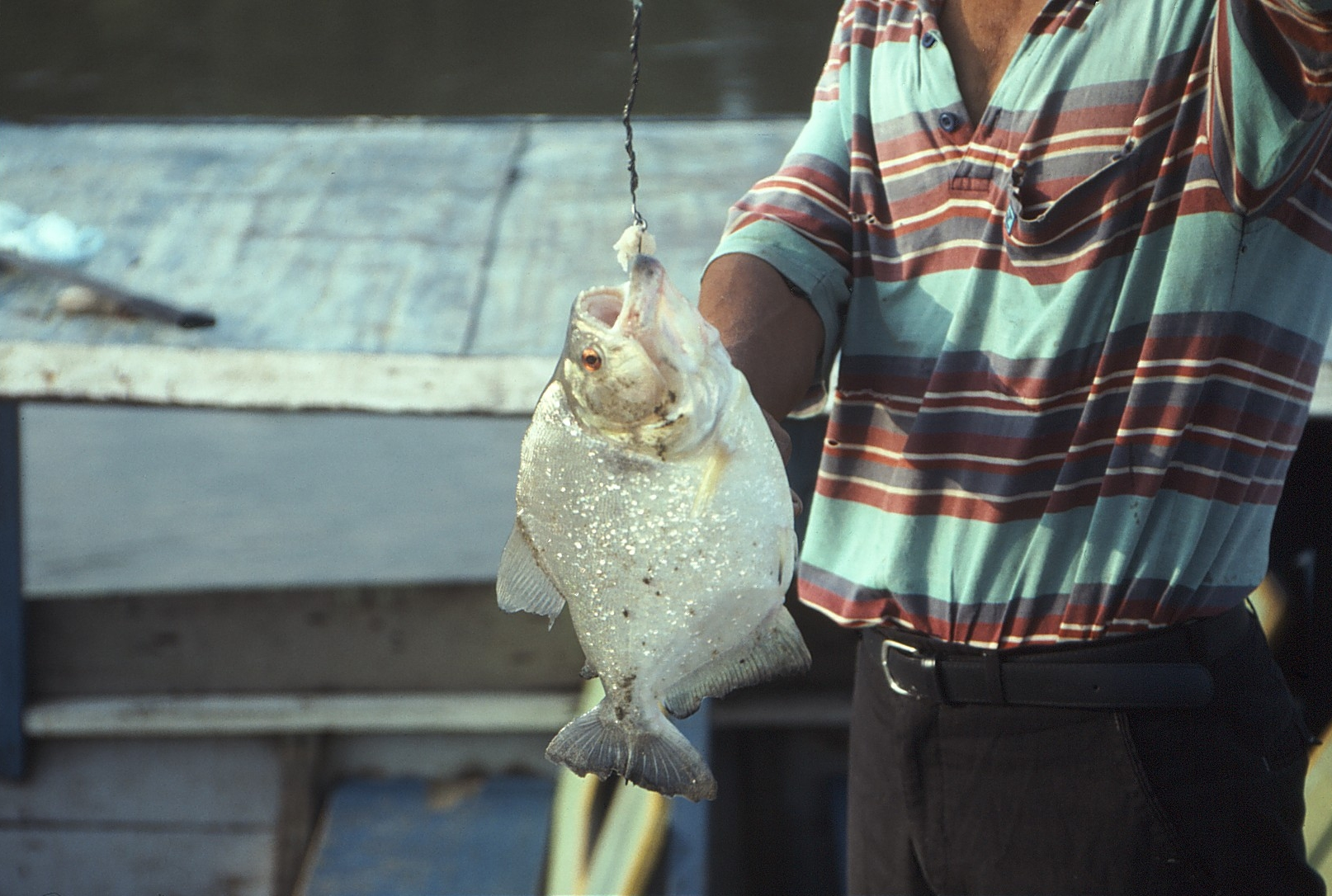
La pesca de piraña en el río Ucayali es uno de los ejemplos de este sector. Donde la crianza y pesca de especies marítimas, aumenta el beneficio económico de la localidad.

El sector principal es la silvicultura. La técnica usada como explotación forestal es la actividad económica más importante de esta región. En la espesura e inmensidad de la selva tropical se explota en forma intensiva la madera como la caoba, cedro, tornillo, mohena, ishpingo, y el uculmano, que luego son transportados a Pucallpa. Igualmente se explotan el jebe, el palo de rosa, el caucho, las palmeras y las plantas ornamentales.
En el mismo sector se encuentra una variada y abundante fauna salvaje, representada por el otorongo, el sajino, el venado, huanganas, sachavacas, y ronsocos; aves como el paujil y el pavo de monte; peces como el paiche, sábalo, zúngaro, dorado, entre otros, que dan lugar a actividades económicas como la recolección, la caza y la pesca.
 Otros recursos primarios son también sobresalidos como segundo plano, la comercialización de leche en el año 2000 llegó a casi 2000 dólares por tonelada de leche. También, desde Aguaytía se distribuyen 6 mil hectáreas de papaya con un ingreso de 158 mil soles diarios (datos que perderían en los paros según la presidenta de la Asociación de Agropecuarios de Ucayali).

#### Sector secundario
En el sector secundario se encuentran fábricas como la San Juan, que comenzó en 1970 por la descentralización que pidió la Unión de Cervecerías Peruanas Backus y Johnston. Esta fábrica continúa desde su remodelación del 2005.

#### Sector terciario
La hotelería de Pucallpa tiene como máximo una calificación de 3 estrellas. Entre los mejores hoteles se encuentran: Hotel Sol del Oriente, Hotel América, Gran Hotel Mercedes, Hotel Inambú, el antiguo Ruiz Hotel y el Hostal Arequipa.
Sin embargo, para aumentar excesivamente el turismo, se ha decidido construir un hotel 5 estrellas, bautizado como Ucayali River Hotel (El hotel del río Ucayali), que ya se encuentra en funcionamiento. Este produciría un gran cambio en la hotelería de la Amazonia, compitiendo con otros con 101 habitaciones en 3 mil metros cuadrados. Por ello, se capacitó a varios escolares ucayalinos dispersos de la ciudad con la finalidad de re-valoren identidad de la localidad.

#### Sector cuaternario
Se realizaron pruebas con el fin de demostrar la posibilidad de establecer un bionegocio. Este es el caso del colegio secundario Sollertia, que con el proyecto de obtener esencia de perfume del aserrín de cedro obtuvo el premio de la Feria Escolar Nacional de Ciencia y Tecnología en 2009. El plan tuvo iniciativa sobre las plantas ornamentales en Ucayali. Así también hubo reconocimientos de la Feria Gastronómica Internacional de Lima (conocido como Mistura) a Esaú Hidalgo, campesino que brindó varios sabores de ajíes.

## Organización y política

### Administración judicial
Pucallpa se ubica en el distrito de Callería, provincia de Coronel Portillo, en el departamento de Ucayali. Asimismo, es la Capital del departamento. Alberga las principales dependencias judiciales y del gobierno regional, entre otras. Sin embargo, no existe una jurisdicción oficial que lleve su nombre.
Uno de ellos es el Distrito Judicial se encarga de la administración jurídica de toda la región, donde su sede se ubica en la capital mencionada.

### Administración política

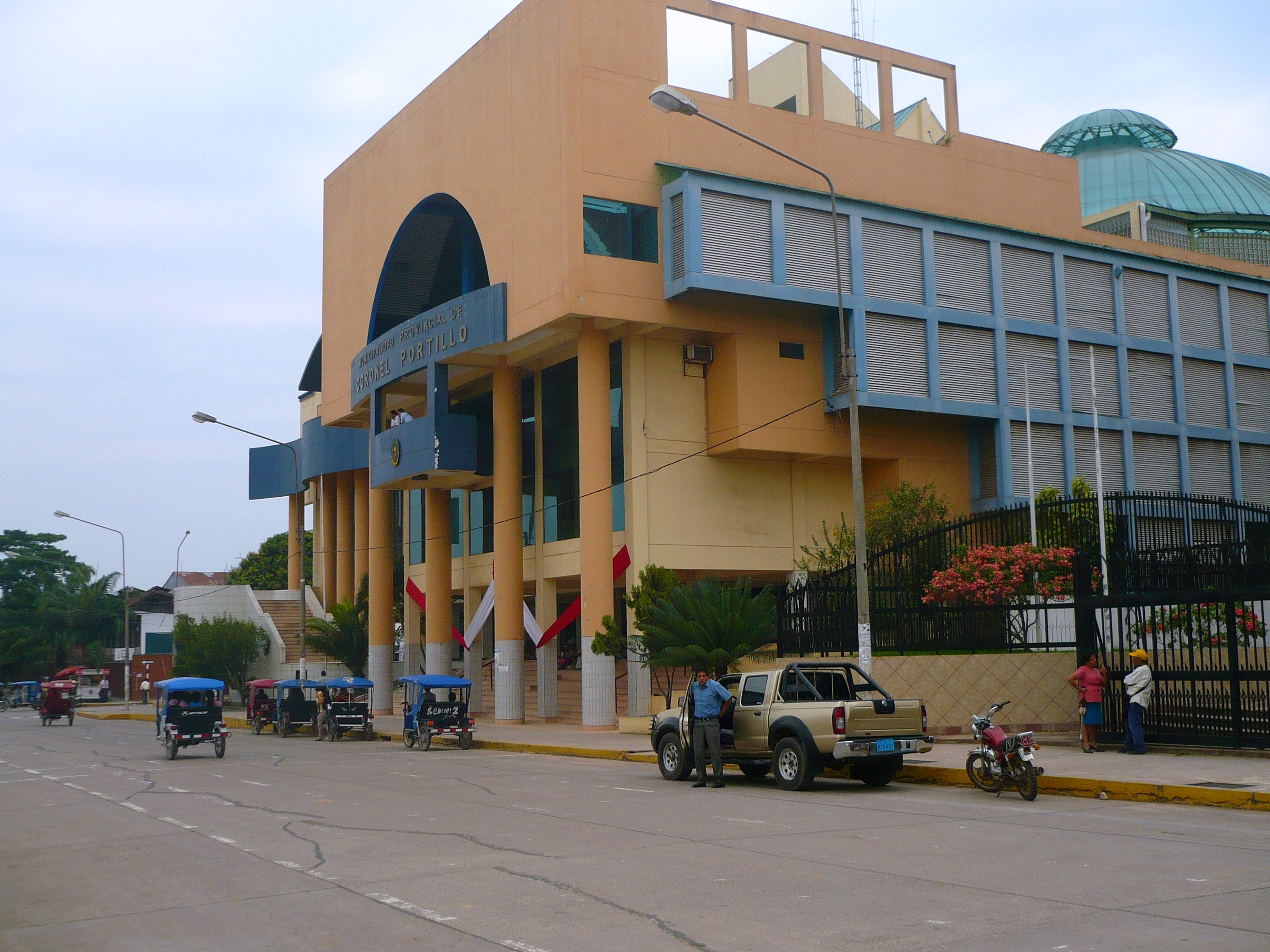
La sede de la municipalidad de Coronel Portillo.

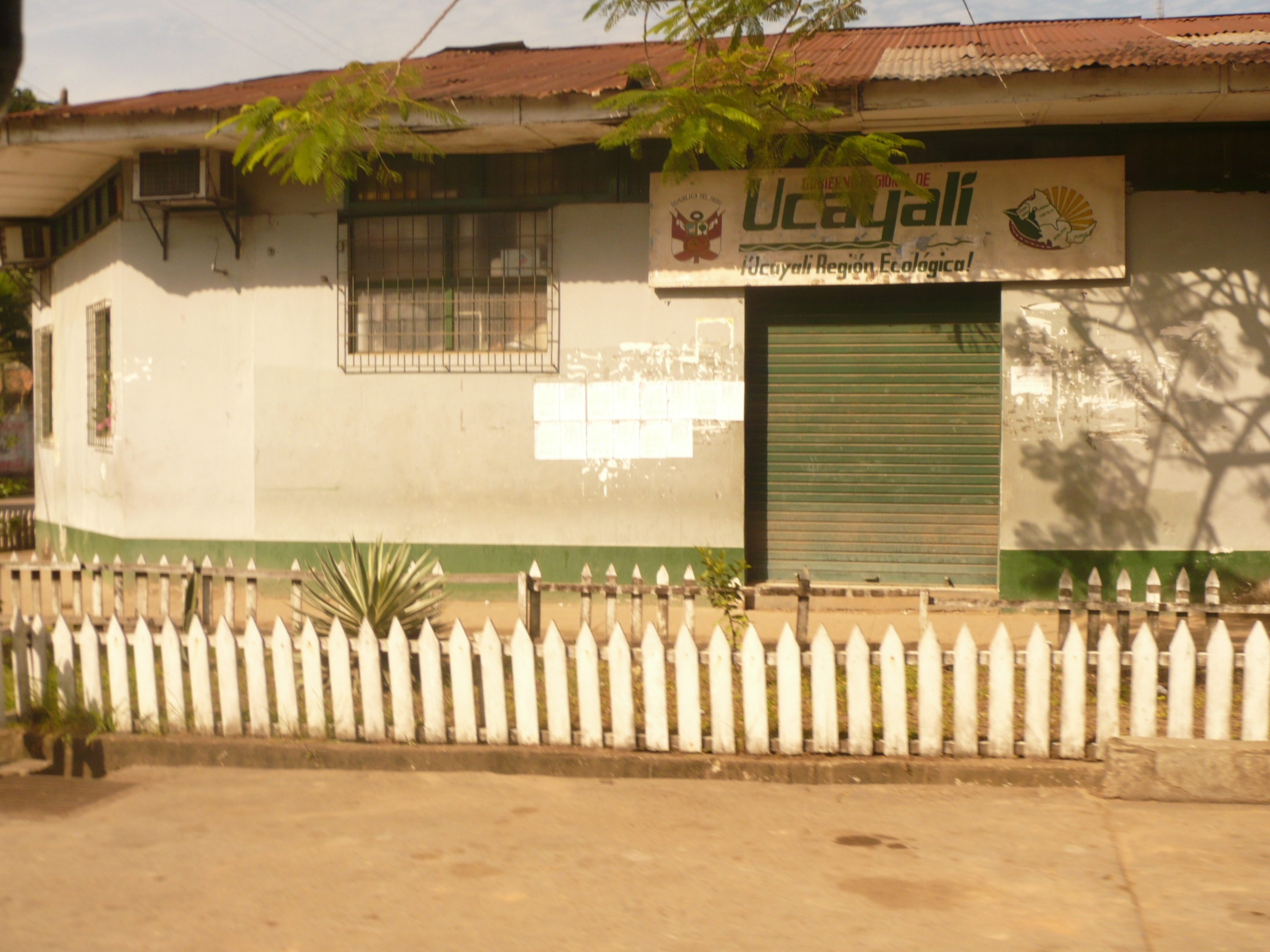
La sede del Gobierno Regional de Ucayali.

El gobierno regional está ubicado en Pucallpa, donde se administran las principales actividades de la región. Actualmente gobierna Francisco Antonio Pezo Torres (2019-2022). Además está el Frente de Defensa de Ucayali, que centraliza el mantenimiento de todo el departamento.
En lo municipal, no existe un órgano de gobierno de la ciudad como tal. La ciudad se encuentra englobada en la provincia de Coronel Portillo, que se subdivide en 7 distritos por lo que la autoridad local es la Municipalidad de Coronel Portillo que actualmente tiene como alcalde a Segundo Pérez Collazos (periodo 2019-2022), además de ser sede del Gobierno Regional de Ucayali. Los otros dos distritos que también ocupan la ciudad están ubicados dentro de la localidad misma, pero coordinados por la municipalidad superior. Los alcaldes y presidentes son elegidos cada 5 años por la Oficina Descentralizada de Procesos Electorales para gobernar por un periodo de 4 años.
No obstante, uno de los acontecimientos populares fue en las elecciones regionales de 2010. Las protestas aumentaron por conflictos en agrupaciones políticas contra la ONPE luchando por los candidatos Jorge Velásquez y Francisco Pezo Torres en boca de urna. Ante esto, la Marina de Guerra del Perú tuvo la participación de defender a ello. Con tanquetas a las calles y el ejército respaldando a la sede principal en Ucayali. Ellos controlaron posibles ataques de varias agrupaciones políticas como Integrando Ucayali y Todos somos Ucayali que pertenecen a sus respectivos líderes.

### Autoridades centrales
En la tabla mostrada a continuación se observa estos datos, la organización es actualmente poseída por 3 distritos, donde se mencionan generalmente a la municipalidad provincial y a dos municipios distritales más. La información es actualizada en enero del 2011:
| Ciudad (Distrito)           | Municipio                                    | Fecha y ley de creación               | Alcalde vigente                    |
| --------------------------- | -------------------------------------------- | ------------------------------------- | ---------------------------------- |
| Pucallpa (Callería)         | Municipalidad provincial de Coronel Portillo | 13 de octubre de 1900 (ley s/n)       | Segundo Pérez Collazos (2019-2021) |
| Puerto Callao (Yarinacocha) | Municipalidad distrital de Yarinacocha       | 16 de octubre de 1964 (ley n.° 15170) | Jerly Díaz Chota (2019-2021)       |
| San Fernando (Manantay)     | Municipalidad distrital de Manantay          | 6 de junio de 2006 (ley n.° 28753)    | Victor Hugo Lopéz Rios (2019-2021) |

### Presupuesto
Los impuestos se dedican al progreso. Ucayali ocupa el 4.º lugar de inversiones hacia el departamento con el 52 %, aunque es inferior al de Lambayeque (71 % en el 2007). En el 2008, la recaudación por el GOREU llegó a los 453 millones de soles aproximadamente, teniendo un presupuesto per cápita de S/. 1,127 (ya que la población regional fue de 402,445 habitantes). Además, en la encuesta nacional de municipalidades de 1997, el presupuesto llegaba a los 512 millones de soles, aunque económicamente tiene ingresos que alcanzan 1500 millones de soles.

## Transporte

### Transporte fluvial
Pucallpa es un importante puerto fluvial que, a través del río Ucayali, se comunica con la otra gran ciudad de la Amazonia peruana Iquitos, y con Leticia, ciudad colombiana situada en la frontera tripartita entre Perú, Colombia y Brasil. El transporte fluvial se ha considerado antes de la construcción de la carretera. Así mismo, de las expediciones y la llegada de inmigrantes desde las ciudades del norte excepto de los incas en esa época.
A través del río se trasladan comerciantes, mercadería, lugareños y animales en grandes barcazas donde la gente descansa tranquilamente. Para atravesar se debe considerar estar en la temporada de lluvias (diciembre a abril), para rápidamente avanzar a través de canales. Sin embargo, el transporte en el río sería peligroso si subiese excesivamente el caudal del mismo.

### Transporte terrestre

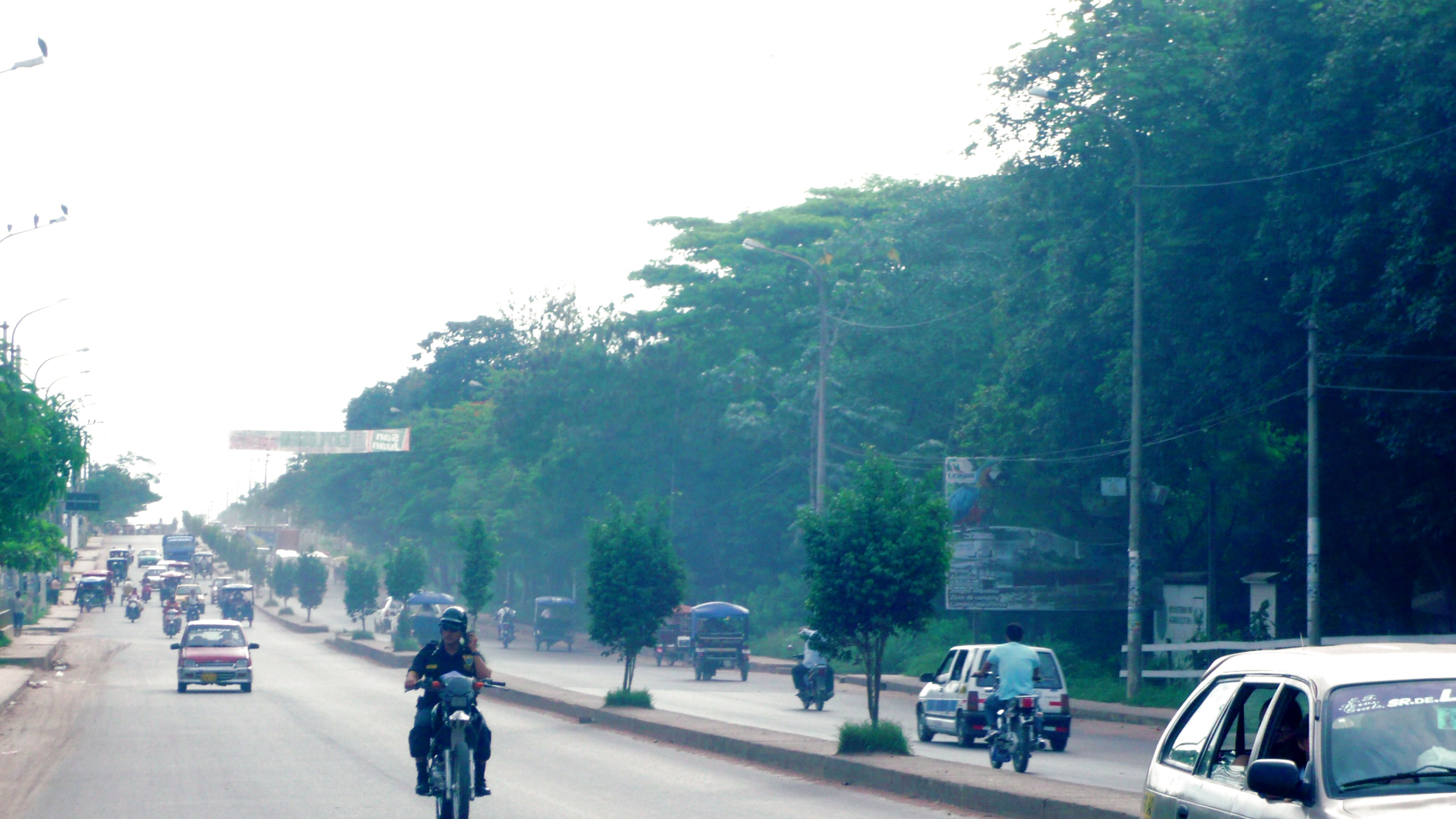
Vista de una avenida de Pucallpa.

Pucallpa es una de las pocas ciudades de la selva baja peruana unidas a la red de carreteras nacional. Es el punto final de la carretera Federico Basadre, la cual la carretera regional enlaza la ciudad con otras carreteras de Aguaytía, Tingo María, Huánuco, Cerro de Pasco y Huacho bajo el nombre de ruta 016. Ésta es la única vía de comunicación terrestre. Esto hace que la carretera sea vital para la exportación de materias primas y productos manufacturados de la zona. Esta obra está inconclusa, pues no está totalmente pavimentada, a pesar de ser muy transitada, pues es el medio de transporte terrestre a varias localidades del norte de Ucayali. Esta situación trae complicaciones en el tránsito en el caso de temporadas lluviosas, o paralizaciones en determinadas ciudades como Aguaytía.
Entre los proyectos de integración sudamericana IIRSA se encuentra el Acceso a la hidrovía del Ucayali, de la cual es parte el Eje vial Callao -La Oroya -Pucallpa (Puertos e Hidrovías). Cualquier trocha, carretera o vía férrea amenazará la selva (casi virgen) al este del río Ucayali, especialmente la Zona Reservada Sierra del Divisor en el límite con Brasil. En el proyecto del IIRSA se menciona la carretera de Pucallpa hacia la ciudad brasilera Cruzeiro do Sul pidiendo sobre todo la viabilidad ambiental y viabilidad social con el texto siguiente:
"En la Declaración Conjunta suscrita en Manaos, en junio de 2010, entre otros aspectos se enfatizó en temas de cooperación sobre navegación fluvial y para "realizar estudios con miras a la construcción de una carretera entre las ciudades de Pucallpa y Cruzeiro do Sul, prestando especial atención a sus impactos sociales y ambientales". Al respecto, sobre este último tema será necesario previamente sustentar la viabilidad económica y sobre todo la viabilidad ambiental y social del proyecto antes de proponer su ejecución en el marco de la API de IIRSA."
Ya antes de la construcción de la carretera se había propuesto una vía férrea, extensión del Ramal La Oroya-Cerro de Pasco, pero no llegó a Pucallpa por problemas económicos. Se ha mencionado también construir la vía férrea desde Chimbote para el transporte transatlántico.

### Transporte aéreo
Pucallpa tiene el aeropuerto más importante de la región, cuyo nombre es FAP David Abensur Rengifo construido en 1934. Diariamente, recibe vuelos de distintas zonas del Perú; sin embargo, Lima es el principal destino aéreo. No obstante, existen diversos vuelos ocasionales que se abren para atender la demanda de las pequeñas poblaciones alejadas de la ciudad. Asimismo, existe la posibilidad de conseguir vuelos a Brasil.
Desde su remodelación a mediados de 2010 por el viceministro de transportes y comunicaciones, tuvo dificultades en cuanto a su mantenimiento. Un reportaje exclusivo, de un noticiero local, detalló las inconveniencias de los pasajeros en sus viajes. Varias empresas criticaron por dar mal servicio en sus interiores, y también incomodidad en la pista del terminal. La empresa que gestiona el aeropuerto es CORPAC, no dio manifestación.

### Movilidad interna
Casi todas las calles de Pucallpa están pavimentadas donde existe una marcha permanente de motocarros y motocicletas. Su construcción se aceleró desde el primer Pucallpazo, En lugares rurales hay dificultades por la inundación de las calles que pueden cubrirse de agua, por lo que en las temporadas de lluvia hace incómodo movilizarse.
En la localidad de Pucallpa sólo se menciona el cinturón asfáltico de Pucallpa al conjunto de calles. En el cono sur que inicia en la quebrada, el coliseo cerrado de Manantay hasta enlazar al kilómetro 6 de la C.F.B. Y el cono norte las vías de Yarinacocha y Aeropuerto. Esta vía es la más utilizada para ir a la ciudad de San Fernando. Además de conectar casi las vías externas que rodea la ciudad. En esas calles se mencionan la avenida Centenario, la de Yarinacocha y la Túpac Amaru.
Al igual que en otras ciudades en la ceja de la selva, Pucallpa padece un serio problema de contaminación acústica causada principalmente por motocarros en mal estado y otros vehículos ruidosos.
Actualmente, se ha proyectado un plan de transporte por parte del Ministerio de Transportes y Comunicaciones, las autoridades ucayalinas, representantes de la población y de la empresa privada. Esto se debe a que los accidentes de tránsito han ocupado gravemente en el centro de la ciudad. Según el ministerio detectó que los casos más conocidos son ocasionados por motocarros y después por motocicletas.

## Arquitectura

### Tradicional
En términos arquitectónicos, los grandes cambios en la forma de la vivienda rural de Pucallpa y su organización se deben al contacto indígena con la sociedad moderna. En su búsqueda por imitar la casa neo-colonial, muchos grupos nativos han abandonado la vivienda cocamera conocido también como maloca, a favor de la casa individual sobre pilotes. Estas fueron usadas principalmente madera como símbolo importante para las construcciones, especialmente las rurales. La cocamera ha sido preservada por algunos grupos, pero exclusivamente como centro ceremonial. Con la introducción de los mosquiteros, los pobladores abandonaron las casa dormitorio en beneficio de la gran casa y bajo influencia de los colonos el tamaño de los edificios disminuyó y el número de familias albergadas se redujo proporcionalmente. En la actualidad es usada en lugares campestres.

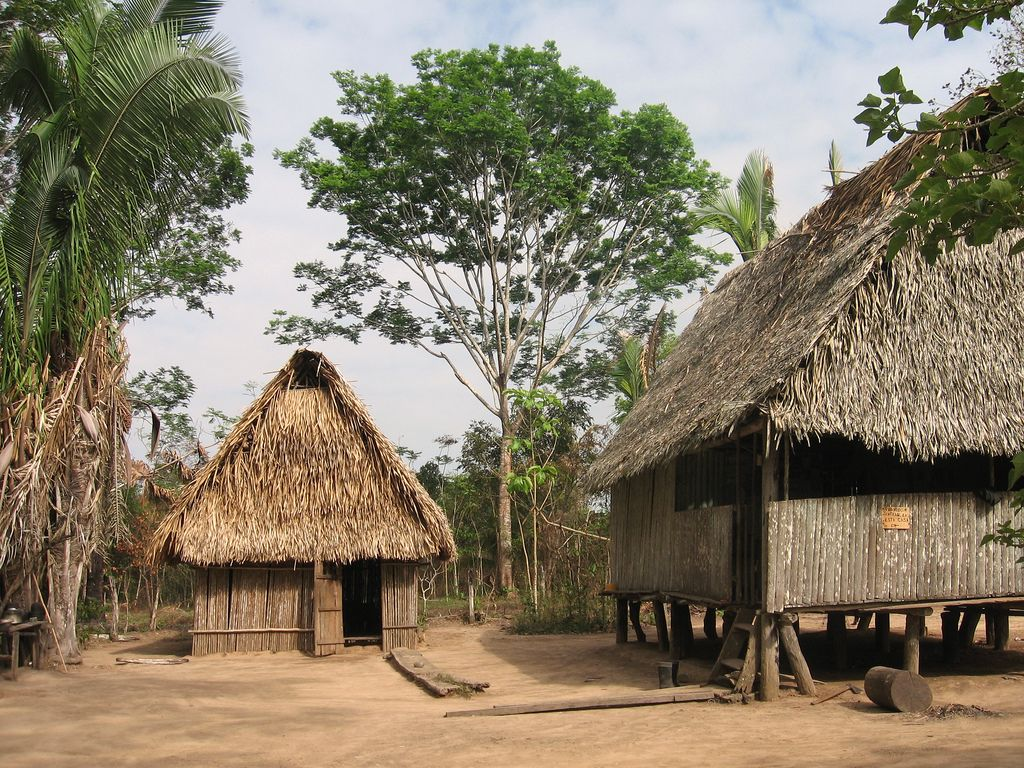
Reconstrucción de una maloca nativa de palmera.
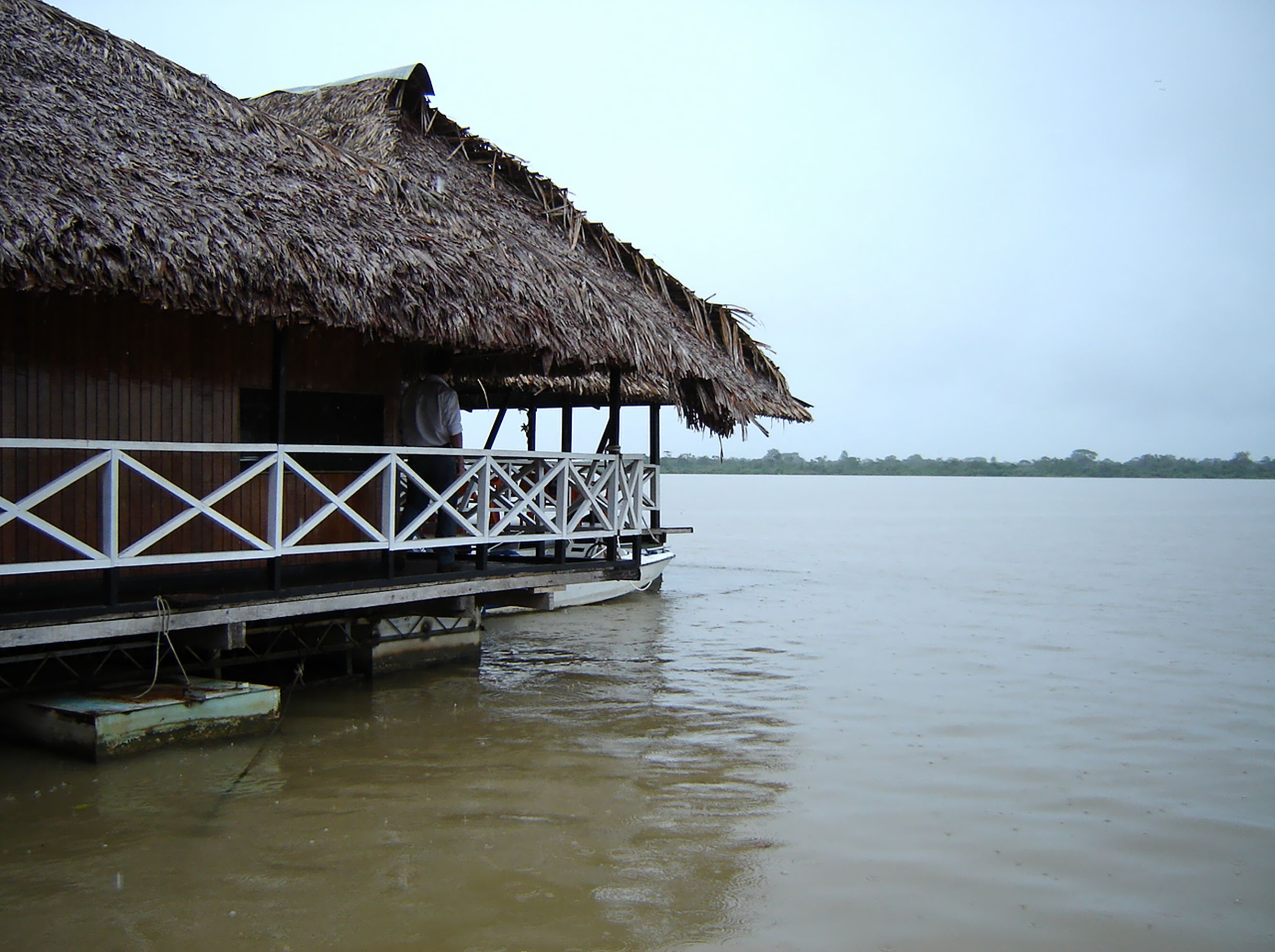
Vista de una de las casas de techo de madera en la laguna de Yarinacocha.
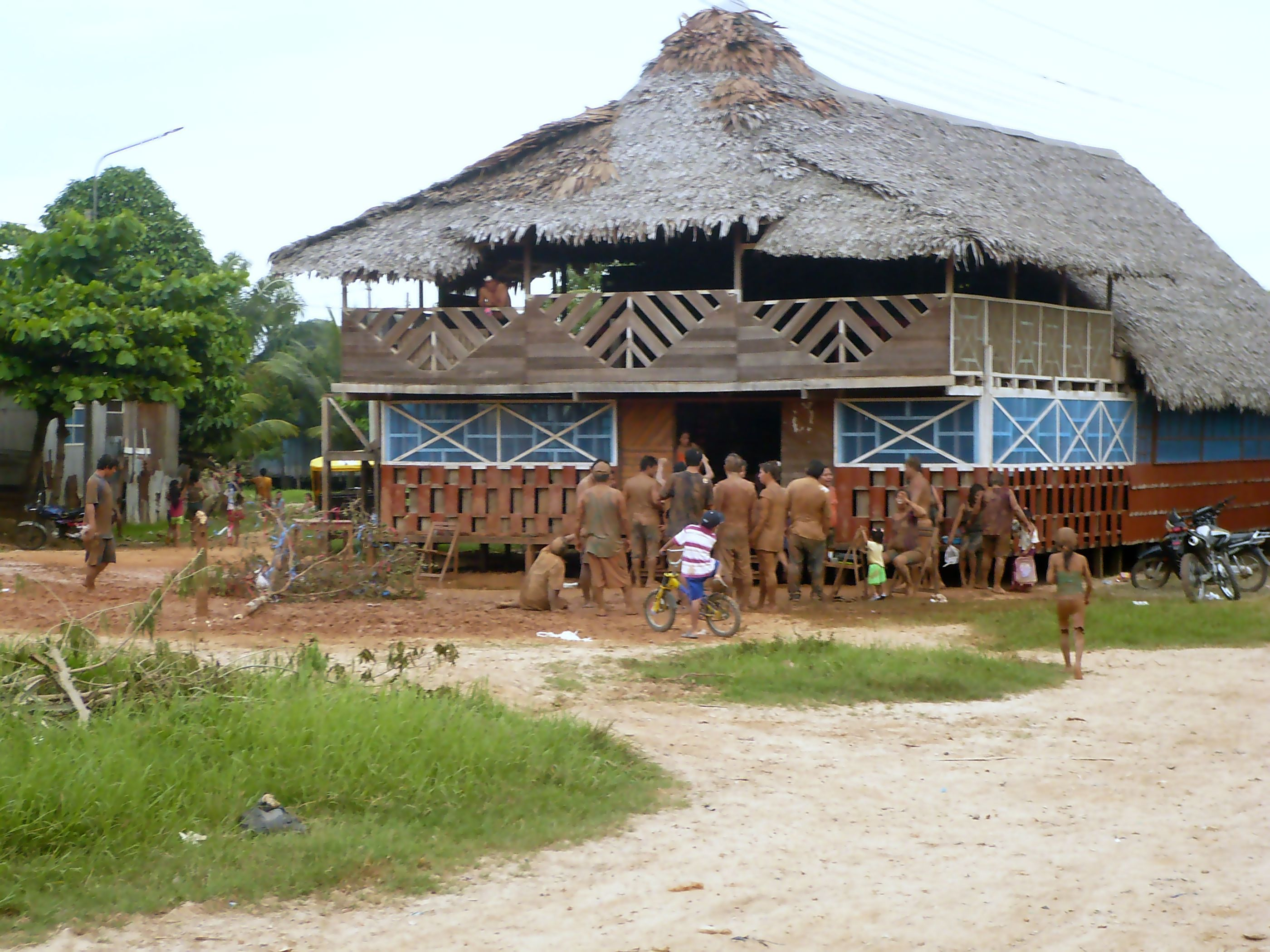
En la actualidad, la ciudad conservó los techados de palmera, aunque también pueden utilizar calaminas.

### Civil y modernización
Las construcciones desde la revolución de década de 1970 han sido con los años reemplazadas por construcciones nobles: en el centro urbano de la ciudad se utiliza particularmente el cemento, mientras que en sitios de clase media a baja se emplea la madera (caoba principalmente) como medida de protección.
Cierta arquitectura se basa en los retoques selváticos con la implementación de delineados muy intensos y una alta calidad en la plaza de armas. El diseño arquitectónico de éstas ha perdido su característica nativa y ahora está siendo modernizado, con el uso característico del cemento como material principal. La primera en que manifestó en serla fue la plaza Grau con la obra del Reloj Público: de 8 pisos con imágenes retocadas en cada lado (32 en total) y un reloj que también señala en cada lado.

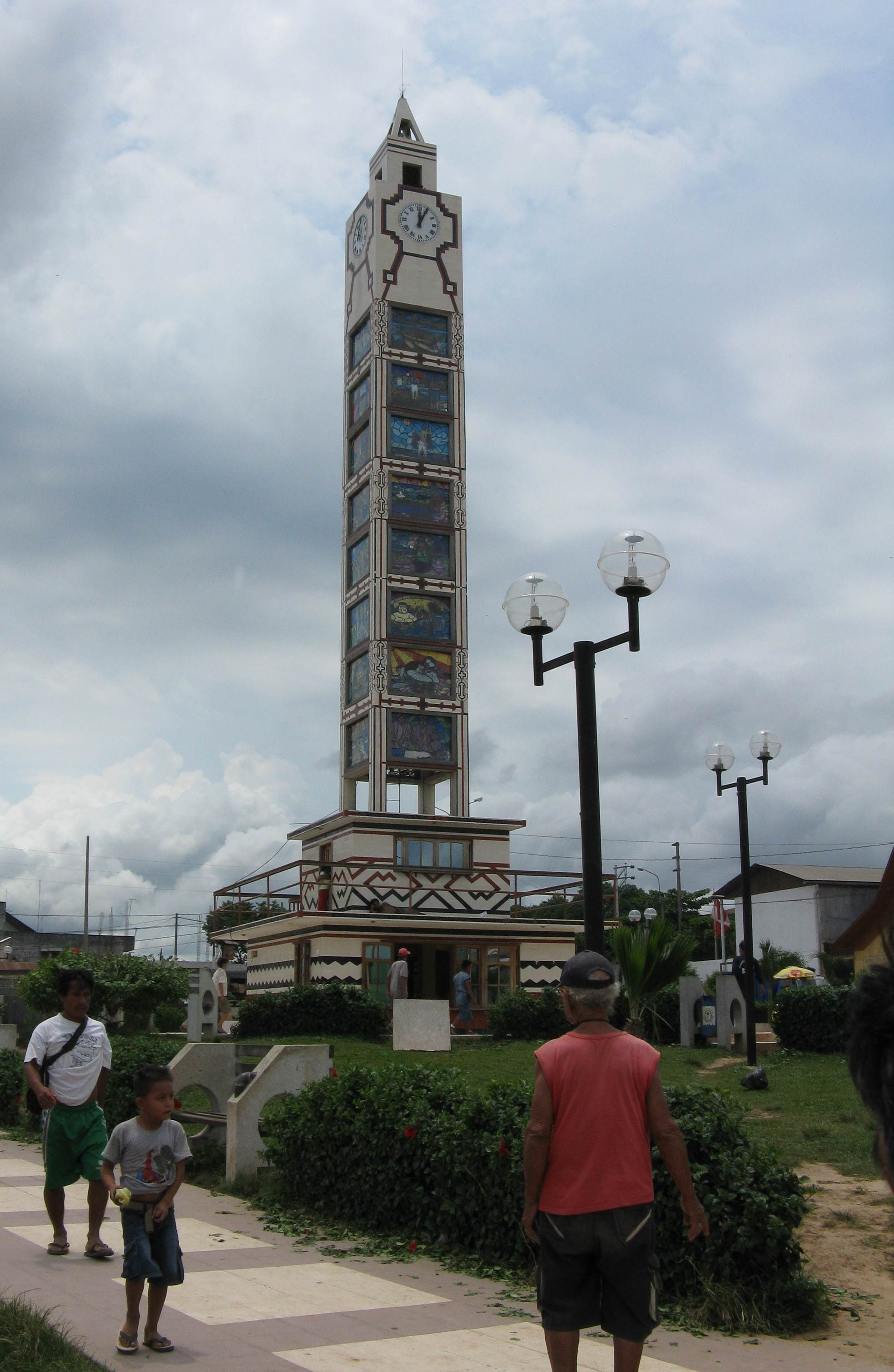
El reloj público desde la plaza Grau.
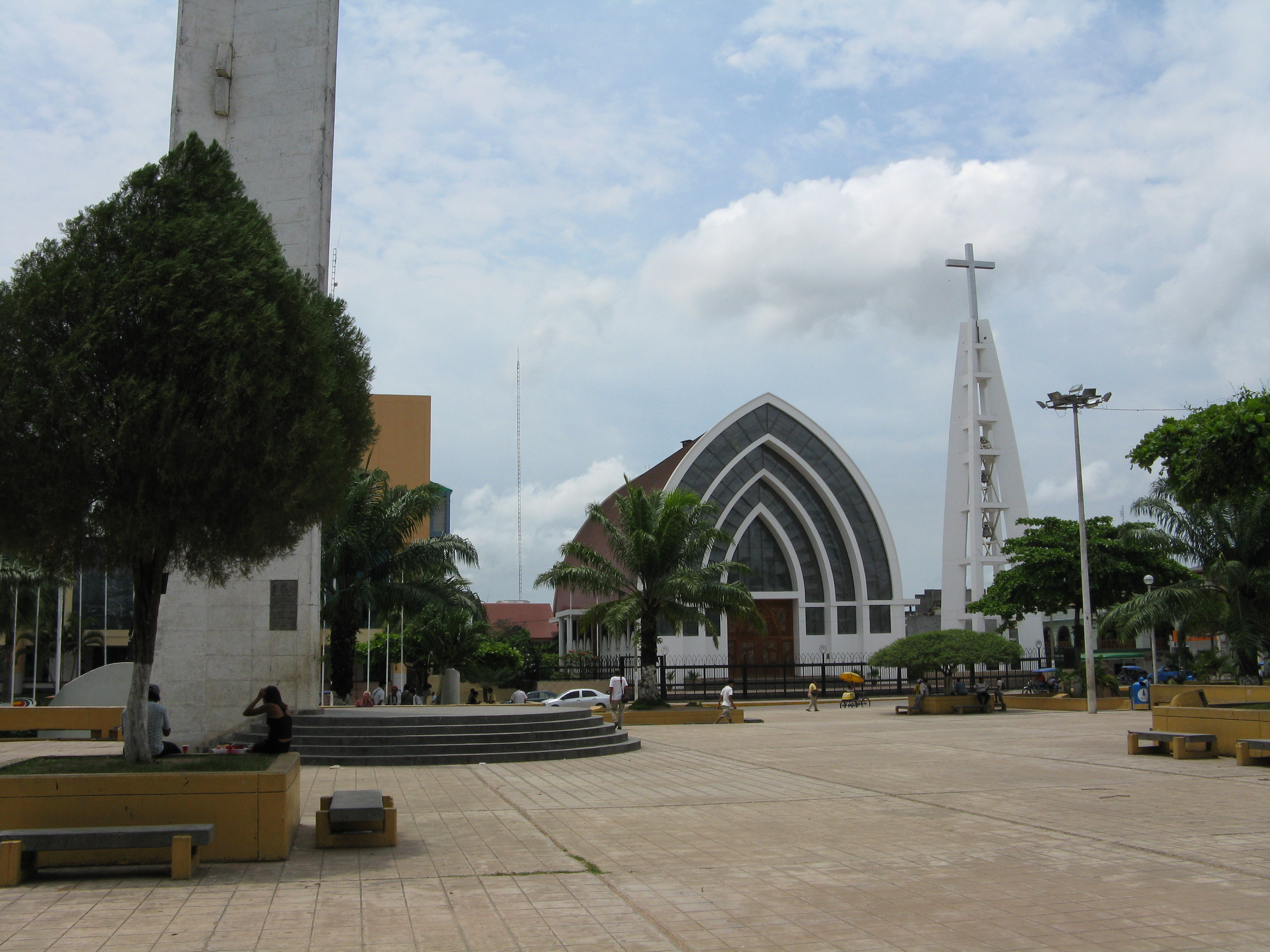
Plaza de Armas de Pucallpa. Es la central de su municipio y su distrito en el centro urbano.
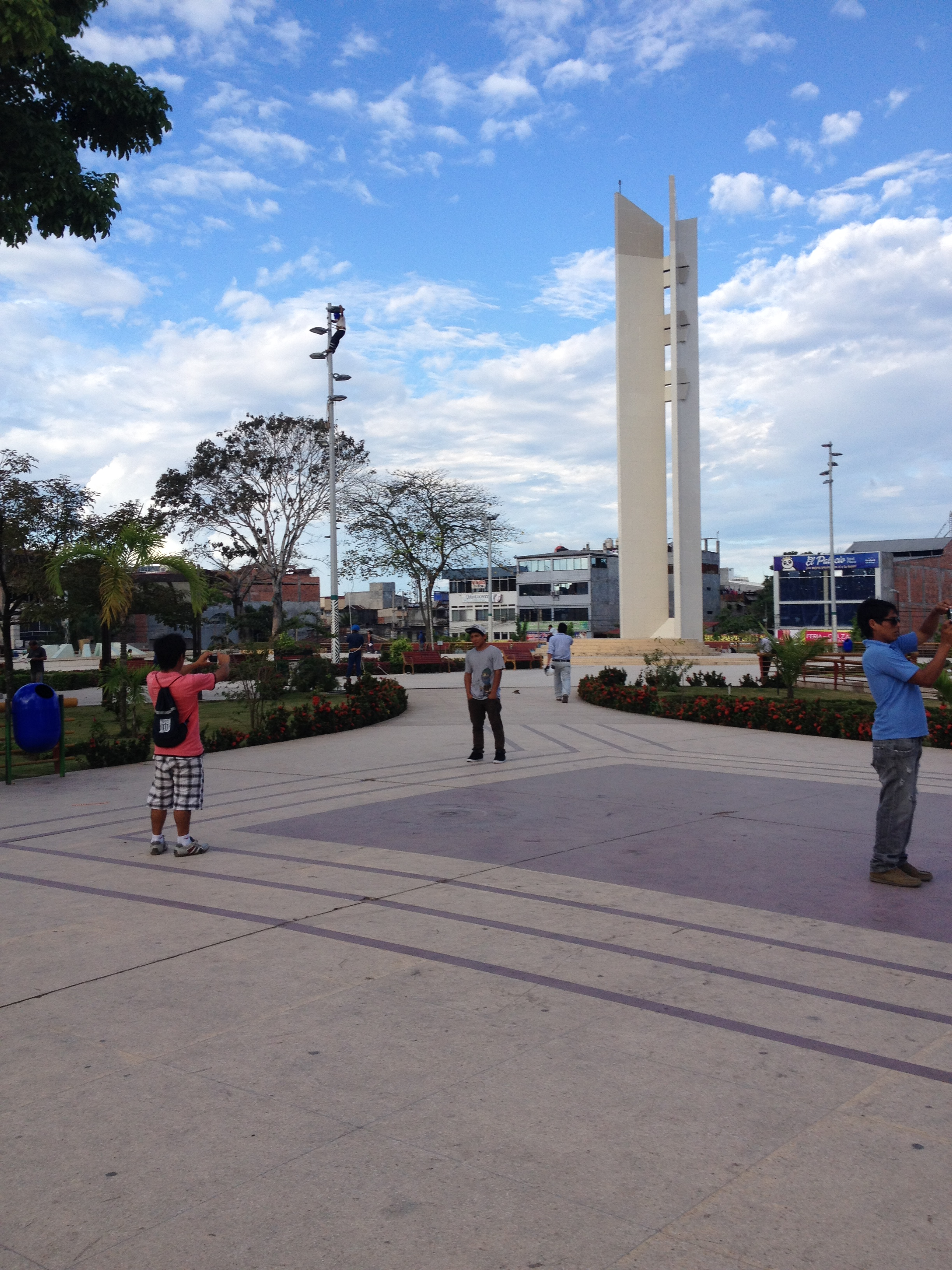
Plaza de Armas en el 2014, con los pisos y jardines remodelados.
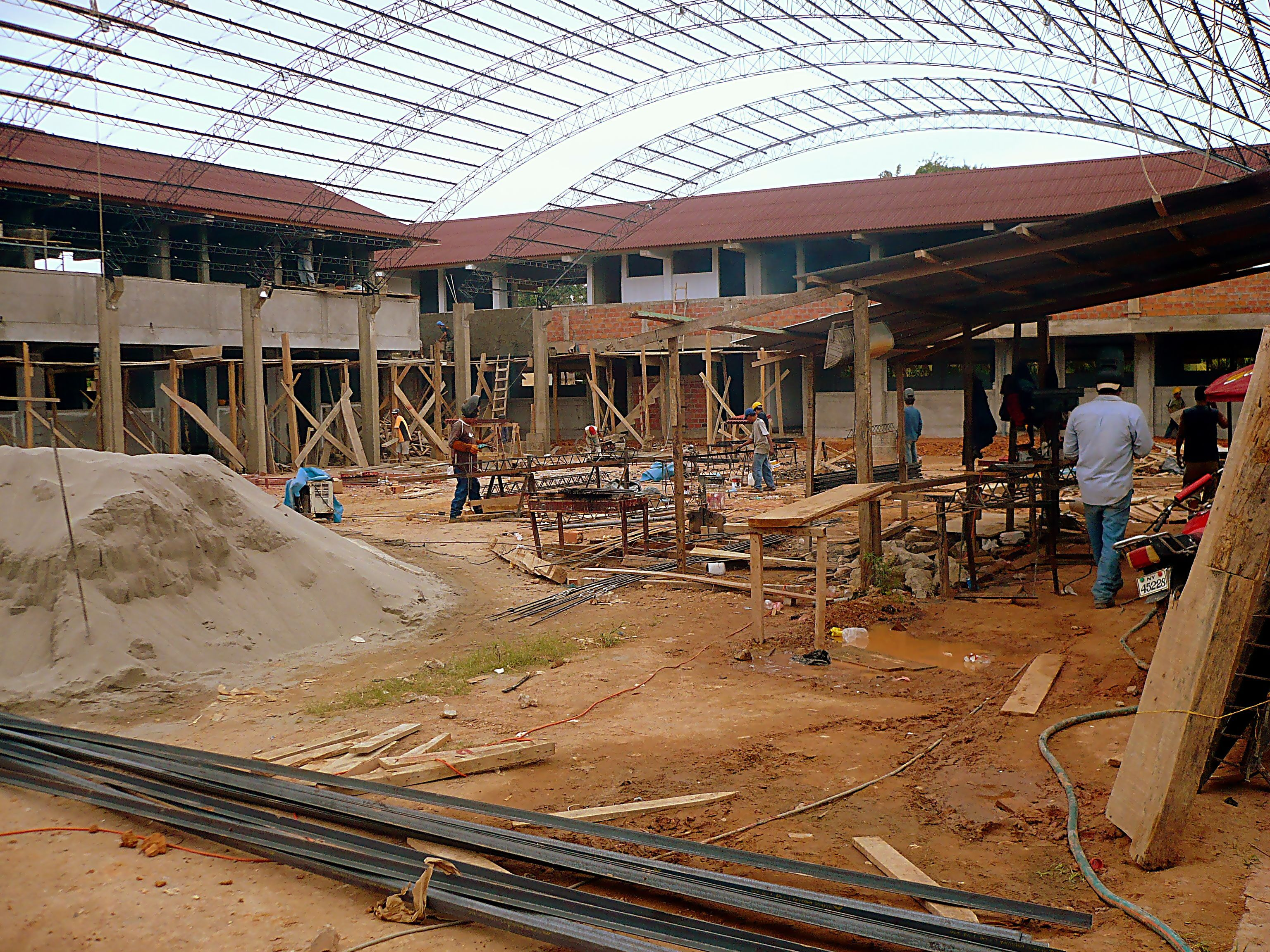
Representación de la construcción de un colegio ubicado en la avenida Amazonas.
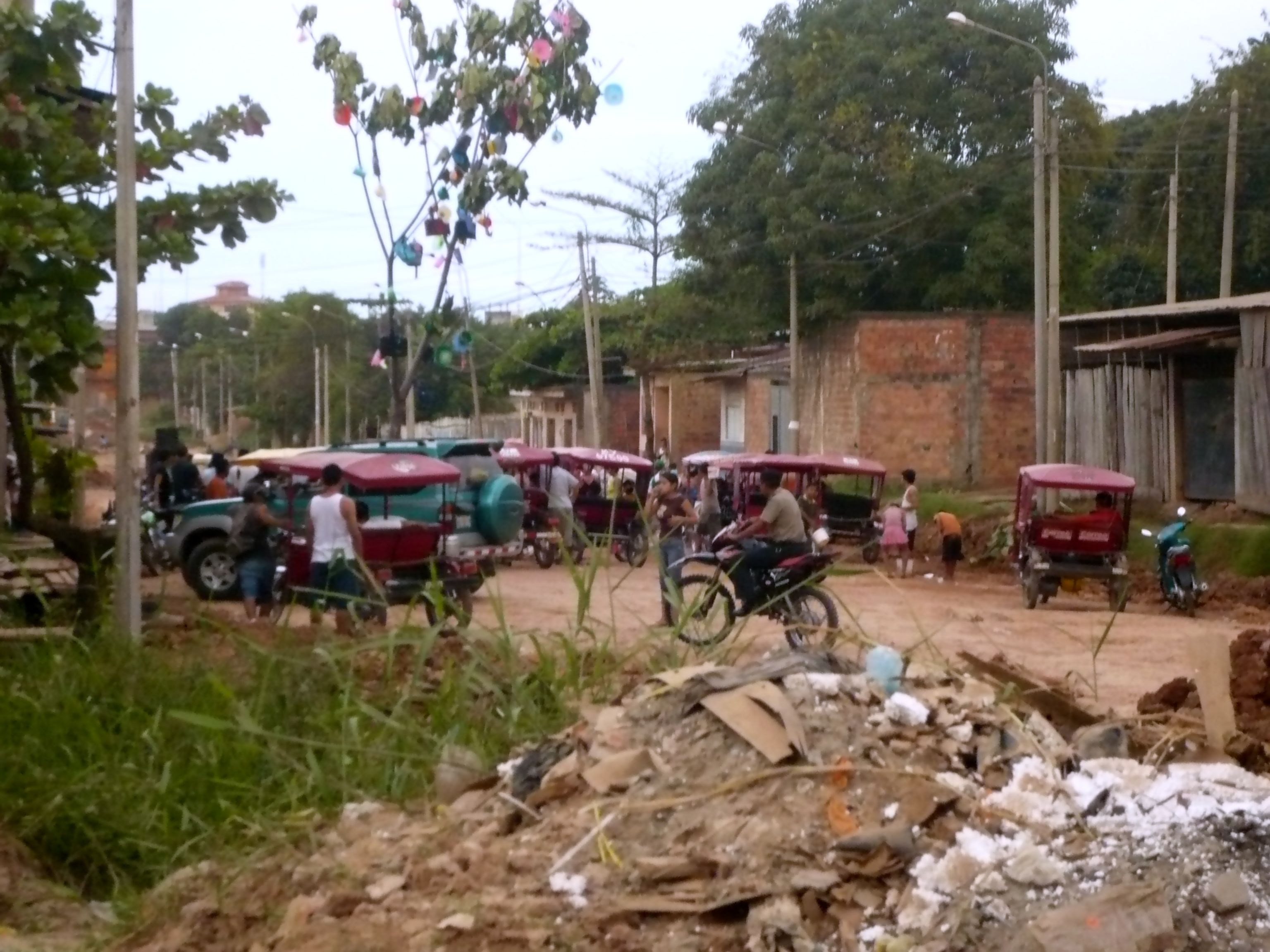
Unas viviendas "rurales" en el distrito de Yarinacocha. Ahí la edificación usa entre el cemento y la madera.

## Servicios públicos

### Abastecimiento

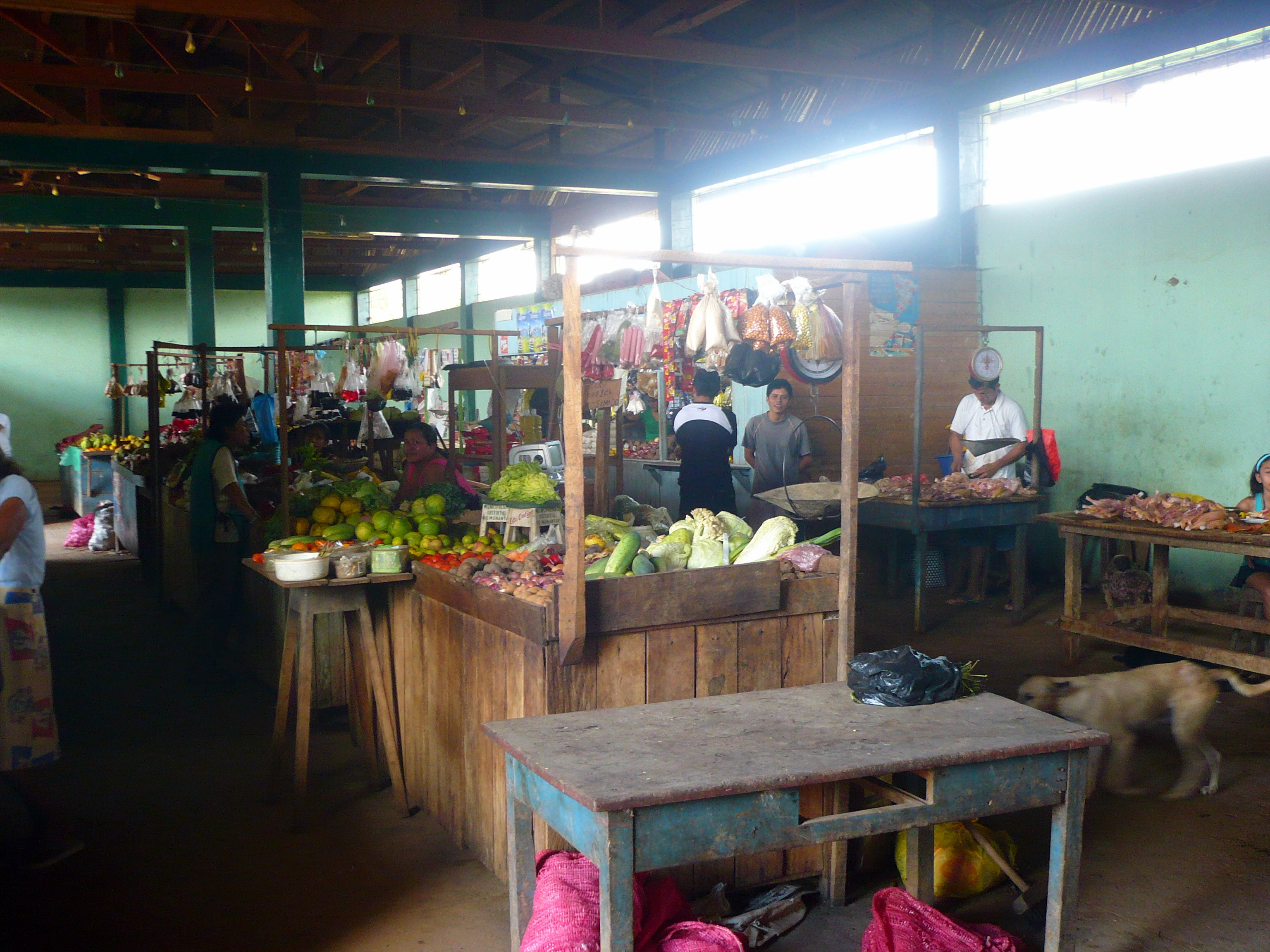
El mercado municipal de Manantay desde el interior.

La ciudad alberga 9 mercados (las cuales 5 son oficialmente municipales para Callería y 1 para Yarinacocha) denominados según la población así:

#### Mercados municipales
- Mercado municipal 1: Mercado ubicado a orillas del río Ucayali.
- Mercado municipal 2: Mercado que se ubica al centro de la ciudad. Esta a dos cuadras sur de la municipalidad.
- Mercado municipal 3: Mercado ubicado entre los jirones Guillermo Sisley y Víctor Montalvo.
- Mercado municipal 4: (o Micaela Bastidas) Mercado perteneciente al distrito de Manantay, localizado en el kilómetro 2 de la avenida centenario. En este sitio, también hubo una feria municipalidad a finales del 2009 de 800 tiendas comerciales.[126]
- Mercado municipal de Yarinacocha: Mercado del distrito yarinense, situado a unas cuadras este de la plaza de armas distrital.
- Mercado municipal de Manantay: Mercado del distrito maintaino, situado a unas cuadras oeste de la plaza de armas distrital, en el jirón Maya de Brito.
- Mercado mayorista: Mercado en construcción desde 2010.[127]
- Mercado minorista: Mercado que fue anunciado en 2010,[128] e inaugurado en 2015.[129]

#### Mercados masivos informales
- Mercado Bellavista: Mercado no municipal del distrito callerino, situado en la avenida del mismo nombre.
- Mercado La Hoyada: Mercado no municipal y fluvial, situado en la avenida Sáenz Peña.[130][131]

Para prevenir el comercio informal que abundaba la ciudad, se estableció traslados a nuevos locales de los mercados respectivos, aumentando la economía de este tipo de venta. En 2014, Supermercados Peruanos, propietaria de los terrenos comerciales, inauguró un hipermercado en el kilómetro 4 de la avenida Centenario que se expande hacia la avenida Amazonas con las franquicias Real Plaza, Ripley, Plaza Vea y Promart generando 200 puestos de trabajo.

### Agua potable y desagüe
La Empresa Municipal de Agua Potable y Alcantarillado de Coronel Portillo (abreviado como EMAPACOP S.A.) es la principal en cuando al manejo del agua, que inició sus actividades como tal a partir del primero de julio de 1992. Tiene como finalidad realizar todas las actividades vinculadas a la prestación de servicio público de agua potable y alcantarillado en el ámbito de la Provincia de Coronel Portillo mediante la sede en el este de Pucallpa, con el plan propuesto en el 2005 de las municipalidades locales evitando los malos gastos y ahorrando la economía provincial. El trabajo es de conexión y abastecimientos es múltiple, donde las viviendas tienen conexión a la red pública de servicio de agua en Coronel Portillo a un 28% siendo más utilizado dentro de las cuatro provincias.

### Energía
La electricidad es administrada por Electro Ucayali, creada el 28 de febrero de 1995. Es una empresa ubicada en la zona oriental del país, cuyas actividades corresponden a un sistema eléctrico aislado. Está localizada en el mismo departamento de Ucayali. Su sede administrativa está en el distrito de Yarinacocha. Así también desde el 2001 el Gobierno instaló líneas de transmisión desde Aguaytía. La participación de esta empresa tuvo varios inconvenientes por sus trabajadores, ocurriendo grandes apagones de 24 horas. Esta empresa tuvo una recepción negativa al servicio, llamándola a veces como Electropeor, esto es debido al corte de servicio que dejó a la ciudad pobre 20 años antes.

### Educación
La educación en Pucallpa fue una incentiva siempre propuesta desde su fundación. Las primeras referencias no se conocen exactamente, según el censo de 1950 se inició por los franciscanos en la base primaria. No obstante se aplica aún la violencia, según estudiantes de una escuela local, buscando la manera forzada de la clase popular.
Actualmente se expandió considerablemente en este rubro. De acuerdo a las estadísticas de calidad educativa del ministerio de Educación del Perú entre los tres distritos actualizado al 2010: 700 son del sector público, en las cuales varió con la expansión escolar a varios lugares alrededor de ella, y 60 son particulares en las cuales aumentaron la educación complementaria. El colegio con mayor cantidad de estudiantes es La Inmaculada con 2879 en 1998; sin embargo, en este año redujo a 2229 matriculados. La educación por habitantes según el nivel de estudio primario y secundario del censo oficial es la siguiente:
- Sin nivel alfabético: 18 568 (13 349 son entre 3 y 5 años)
- Inicial completa: 6922 (3826 son entre 5 y 9 años)
- Primaria completa: 80 049 (24 367 son entre 5 a 14 años)
- Secundaria completa: 106 672 (21 708 son entre 10 a 19 años)

En el sector universitario están las más conocidas: las públicas Universidad Nacional de Ucayali (UNU) y la Universidad Nacional Intercultural de la Amazonía (UNIA), y la particular Universidad Alas Peruanas (UAP). De ellas en la universidad de Ucayali, de 539 estudiantes inscritos para postularse en varias carreras, ingresaron sólo 25 % que no superó a los vacantes necesarios. Las estadísticas de este censo para las universidades son:
- Estudio preuniversitario incompleto: 13 904
- Estudio preuniversitario completo: 14 048
- Estudio universitario incompleto: 9721
- Estudio universitario completo: 12 074

En junio de 2010, el gobierno tuvo convenio con la presidencia de Brasil. El objetivo era en incentivar la educación con pasaportes hacia dicho país y viceversa, mejorando en el intercambio cultural de la ciudad.

### Higiene
La causa de problemas en la ciudad es la contaminación del lago de Yarinacocha debido a que es la base final de los desperdicios del desagüe, autorizada por la municipalidad. Esta mala iniciativa dio origen a la contaminación y la extinción de especies. Aunque esta ciudad no está acostumbrada en este nivel, se informó en 1960 la meta en incluir servicios de cuidado.
Pese a ello, una de la soluciones es la implementación de baños ecológicos.
Teniendo en cuenta el clima de la ciudad, un uso inadecuado podría producir enfermedades mortales. Una evidencia está en un caso de dengue hemorrágico detectado en el distrito de Manantay debido a la constante humedad en el ciclo de lluvias.

### Salud

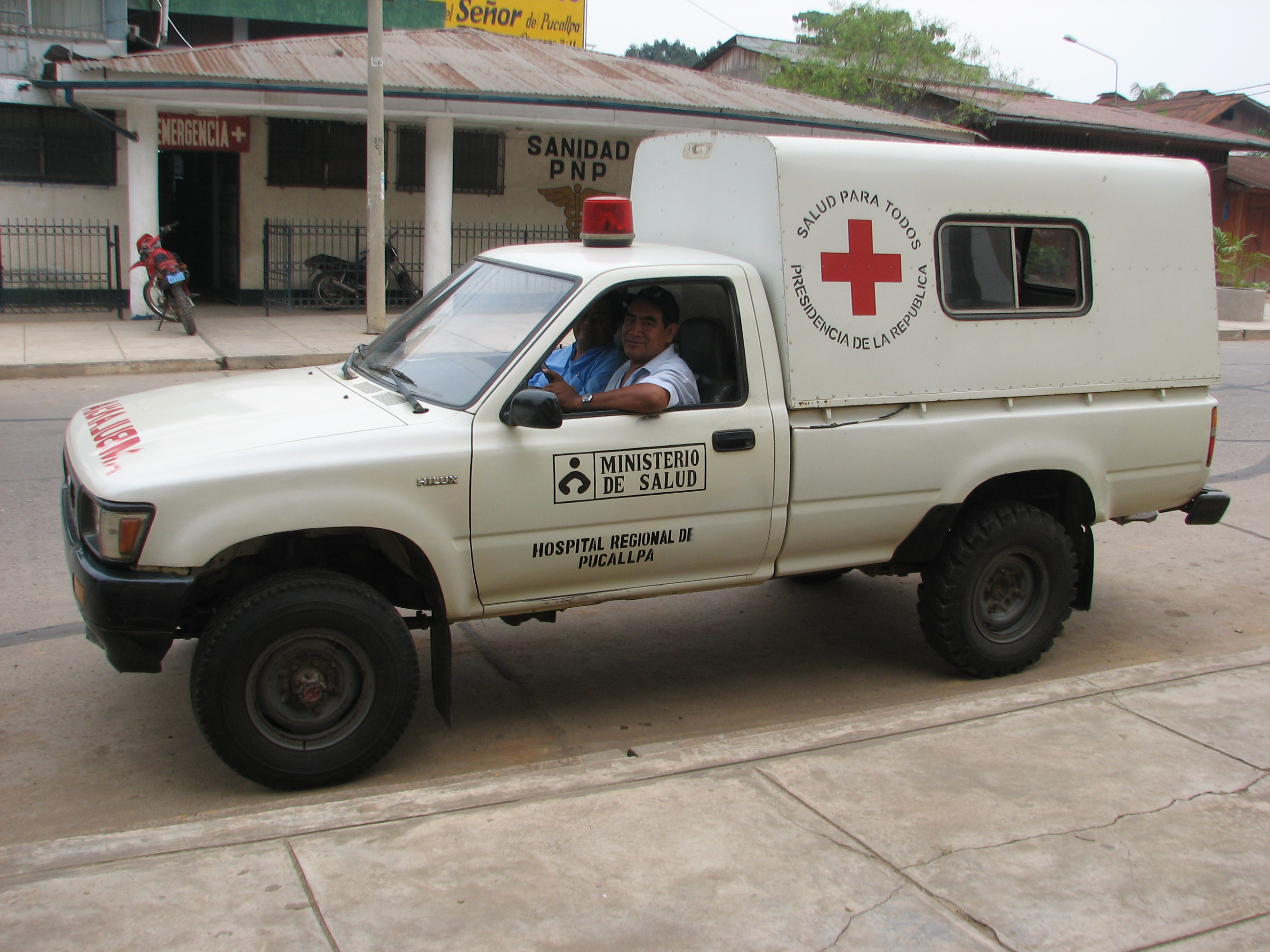
Vista de una de las ambulancias de la localidad, que es entregada por el Ministerio de Salud.

Entre las empresas que afilian sobre la salud humana, el SIS ocupa 55 963 integrantes y el ESSALUD con 45 109 integrantes. Además de haber 12 087 integrantes de servicios particulares, la población restante (169 692) no se quieren asegurarse sobre todo en menores de 14 años (40 653 del resto).
Los hospitales que se destacan a la región de Ucayali son el Hospital Regional, de mismo nombre, en Callería; y el Hospital Amazónico en Yarinacocha. Que desde la década de 1950, siguen renovándose para ofrecer servicio de toda la localidad.

### Seguridad
En Pucallpa hubo varias olas de asaltos y crímenes de menor magnitud como la agresión a periodistas, asesinatos, violencia en huelgas regionales, entre otros. Lo más peligroso es el narcotráfico en la carretera Federico Basadre, como también los asaltos navegando a río aumentando la vulnerabilidad en el transporte. El trabajo sobre seguridad ciudadana es poco, por lo que las personas enfrentan estos grandes problemas debido a la poca colaboración de los policías en la zona. Pese a ello, surgieron algunas alternativas como que la policía nacional ha propuesto la creación de cámaras de seguridad y disponer de los móviles que se necesiten para la seguridad. Además de la creación del comité para la coordinación con el Estado Peruano.

## Medios de comunicación

### Medios populares

#### Televisión abierta
La televisión alberga una comunicación desde la década de 1990, siendo un medio de rápido crecimiento en el entretenimiento familiar.
La mayoría son nacionales, aunque se ha incluido canales locales desde el 2000.
Esto alberga cerca de 12 señales, principalmente en orden de señal: Frecuencia Latina, TV5 (canal local, antiguamente Canal 6), TV Perú, Andina de Televisión, América Televisión, Panamericana Televisión, Ucayalina de Televisión, Ribereña TV y Visión 47 (los tres últimos locales).

#### Radial abierta
Dentro de esta lista se menciona una gran cantidad de sistemas radiales de transmisión nacional y local. Actualmente, están mezclados más las emisoras locales que las nacionales, teniendo un total de 13 emisoras posicionando entre las 79 ciudades radiales el puesto 23. En este caso, lo que más sintonizan en la transmisión son música tradicional como los géneros de cumbia peruana o balada romántica.

#### Telefonía
Pucallpa es uno de los centros más alejados al desarrollo de la comunicación móvil. Según la entidad Osiptel, el crecimiento en los últimos 5 años (2005-2011) se ha evolucionado 10 veces su uso, además de que la ciudad usa el 74% en la población. Movistar y Claro y luego también Bitel y Entel (Perú) son las únicas empresas que brindan servicios para la ciudad.

#### Diarios de Pucallpa
Dentro de esta categoría se menciona a Diario Ahora y Diario Ímpetu como los diarios más conocidos por los lectores. Sin incluir a revistas virtuales como Gaceta Ucayalina. Además, incluyen a los diarios nacionales La República, El Comercio, Perú 21, y otros.

#### Cine
Pucallpa solía albergar un único cine de nombre Cine Rex. Actualmente está abandonado pues ya ocupa galerías comerciales, siendo un grave peligro por la aparición de zancudos y avispas. Sin embargo, pocas empresas incentivan por posible comercio informal, esto se debe al trabajo más desarrollado en distribuir contenido con violación de copyright desde y hasta la masa popular.

### Evolución de los medios de comunicación

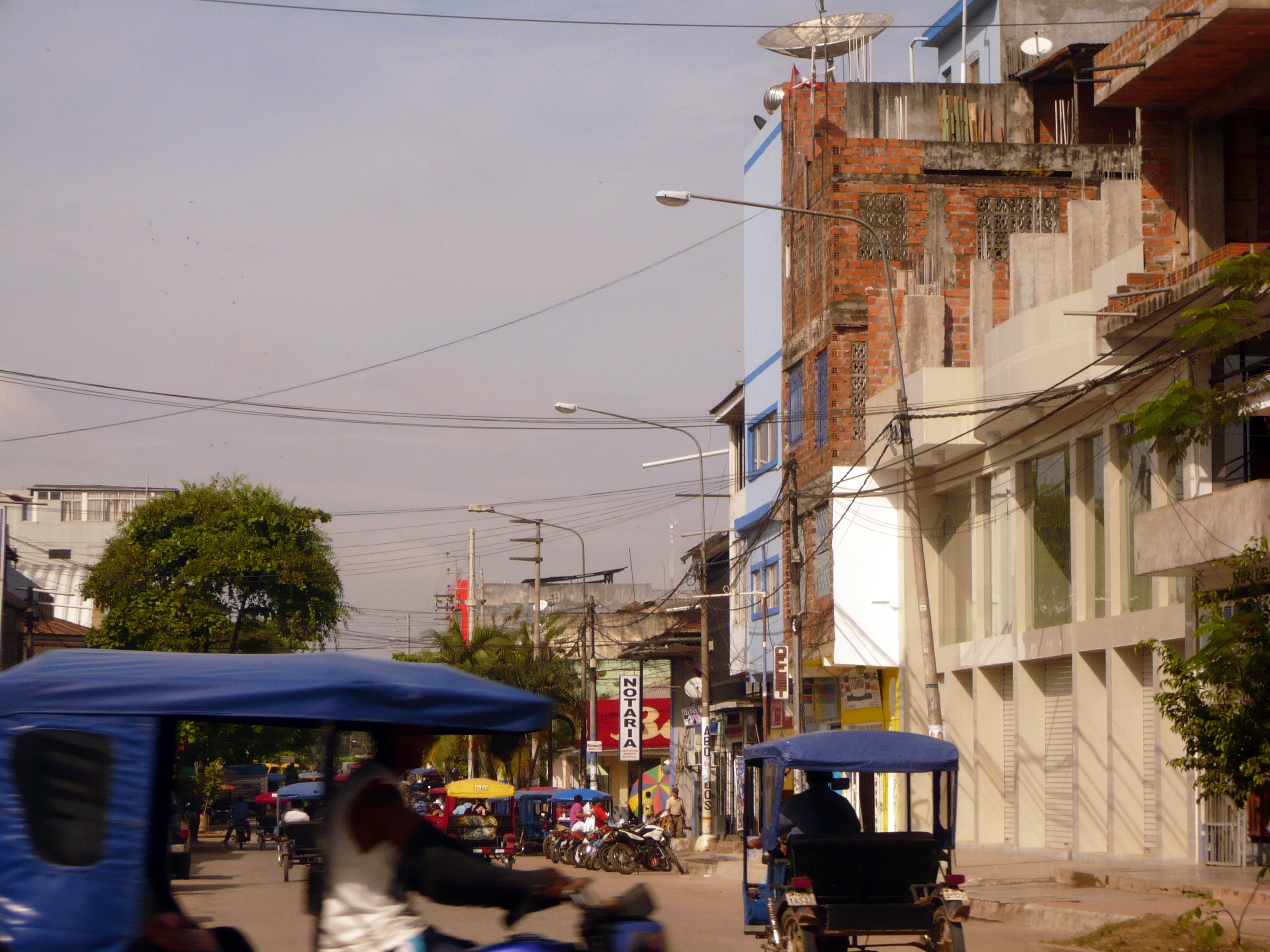
La sede de Radio Súper AM/FM (visto de color azul hacia la derecha), actualmente trabaja como emisora de Ucayalina de Televisión.

#### Primeros desarrollos de la comunicación
Las primeras comunicaciones radiales, comenzaron con el gerente Julio Reátegui Burga, propietario del radio Atlanta de Iquitos, que planeó crear una sede de la receptora (hoy Radio Pucallpa) en la década de 1960. Buscando planes para la mejora de comunicación, la familia Rodríguez intentó crear una radiofrecuencia diferente. Fue así que el 25 de noviembre de 1985 se creó la radio de nombre Radio Súper AM-FM, siendo la primera radio independiente en Pucallpa.

#### Evolución de la comunicación radial
La radio local dio muestras de un gran avance especialmente dentro de Radio Súper AM-FM, cuyo instrumental fue renovado luego de la reconstrucción de la empresa después del incendio del 13 de diciembre de 1987. La innovación que caracterizó a esta empresa fue transmitir la señal de Radio Súper en simultáneo por la instalación de receptores Itame de 1 kW (1989), que años después se cambiaron por R.V.R. de 5 kW.

#### Inclusión de señales audiovisuales
En la década de 1990, se retransmitía de manera diferida, debido a la poca cobertura. La primera en usar la transmisión satelital en formato SDTV fue Telecable 2000 el 8 de septiembre de 2000, cuyo propietario es Kim Chil Yong. Esto originó la transmisión de los canales locales por lo que la cobertura pudo llegar a casi todo los lugares. Sin embargo, Purús, es la única provincia que no recibe la comunicación de la ciudad, por el formato.

### Desarrollo digital
La siguiente etapa para la comunicación local es la implementación del sistema de Transmisión Digital de Servicios Integrados (beneficiando la transmisión de televisores de alta definición o tercera generación móvil en los teléfonos móviles), que fue aprobada por el Ministerio de Transportes y Comunicaciones del Perú el año 2009 y comenzará desde el 2011. El objetivo es que en el 2015 el nuevo sistema ya esté operando plenamente en más del 50 % del territorio nacional. Sin embargo, aseguran que para el 2030 los medios de comunicación usarán por completo la señal digital, siendo el sistema más adecuado para las difíciles condiciones geográficas.

## Deportes

### Fútbol
En la ciudad de Pucallpa el deporte que más interés motiva es el fútbol, al igual que el resto del país. Son tres los grandes equipos de fútbol en la ciudad:
| Clubes de Fútbol   |                         |               |           |
| Equipo             | Fundación               | Estadio       | Liga      |
| Sport Loreto       | 3 de septiembre de 1939 | Aliardo Soria | Copa Perú |
| Deportivo Pucallpa | 1 de septiembre de 1946 | Aliardo Soria | Copa Perú |
| Deportivo Bancos   | 11 de julio de 1954     | Aliardo Soria | Copa Perú |

### Escenarios deportivos
El principal recinto deportivo para la práctica del fútbol es el Estadio Aliardo Soria, ubicado en el centro de la ciudad, con capacidad para 25 000 espectadores. Otros recintos son el Coliseo Cerrado de San Fernando, el minicampo Estadio Jorge Forest Forest la piscina olímpica de dicha ciudad.

## Cultura
La ciudad tiene dispersos acontecimientos populares que fue influido en otros lugares. El la fiesta de San Juan: Huánuco, Tingo María y Lima son más visitados con mayor oportunismo laboral, llegando aproximadamente a 150 mil turistas nacionales junto a los 2500 del extranjero. Otros tuvieron la participación nacional como Al fondo hay sitio e internacional como El Tri de México.
En el caso local muchos aportaron ideas revolucionarias. Por ejemplo, se obtuvo el primer premio de Actualización de Maestros en Educación por la lucha del sida llevado por las universidades: la venezolana Simón Bolívar y la peruana Cayetano Heredia. Mediante la educación virtual por tres profesoras ensañando a alumnos del quinto y sexto grado en una escuela de primaria.

### Gastronomía regional

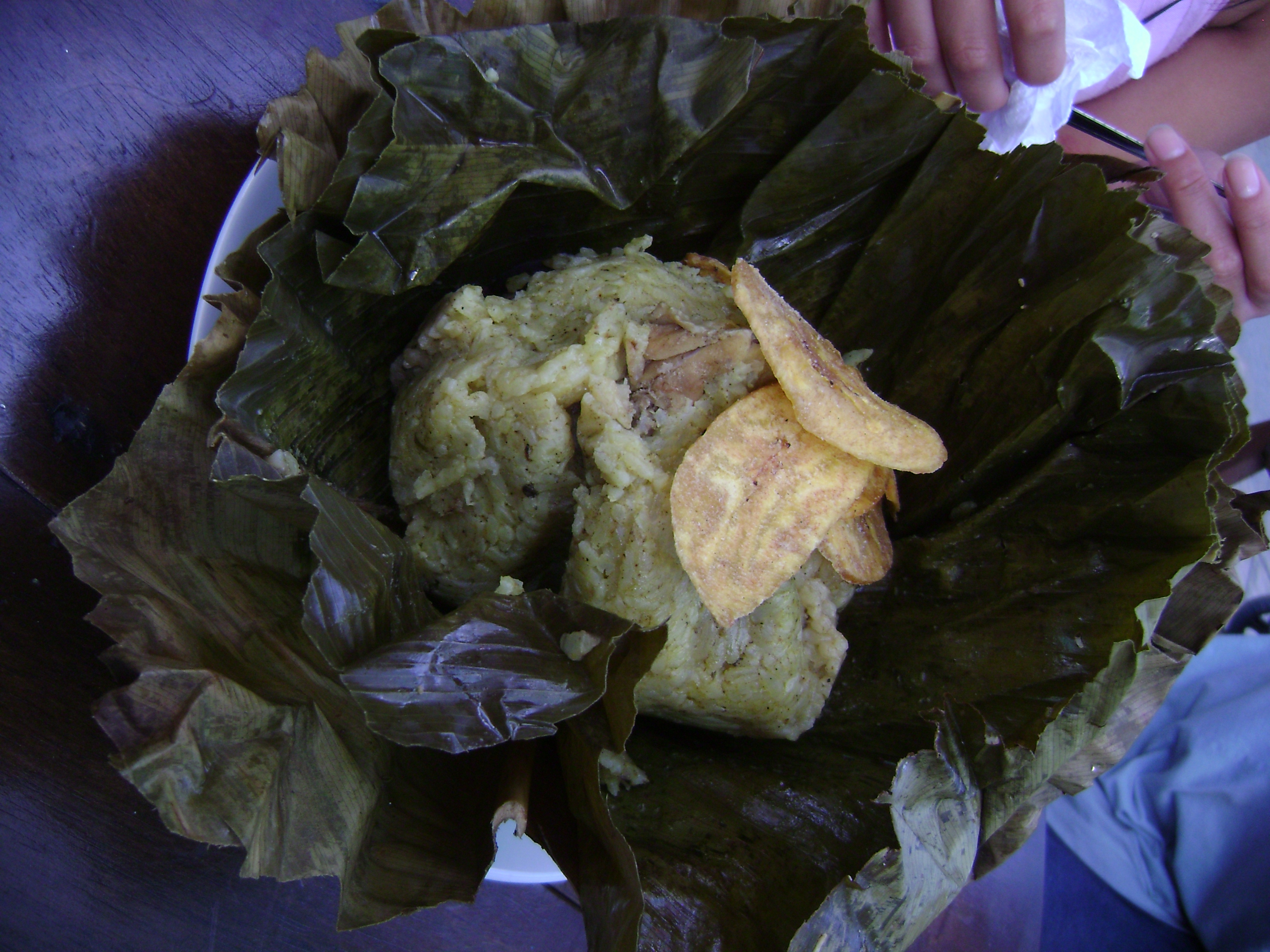
El tradicional juane, símbolo popular y festivo en San Juan.

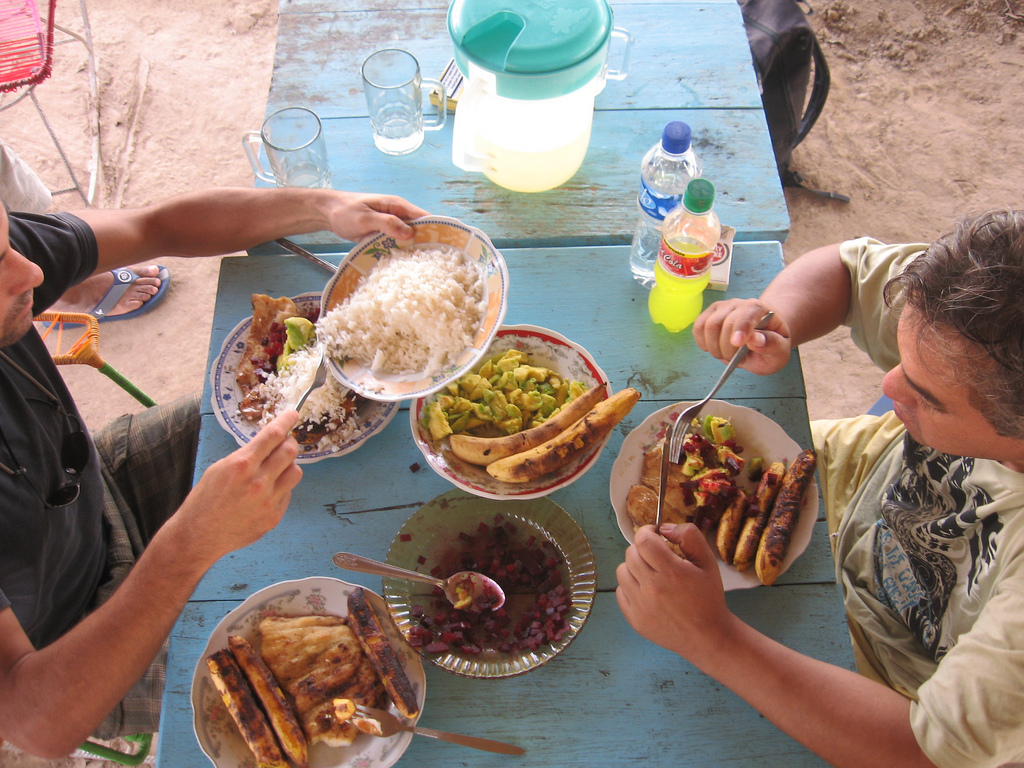
Personas consumiendo platos típicos regionales.

La alimentación es una variación de la comida típica peruana, incluso con respecto a la selvática, y utiliza los animales de la región. Sobre la zona de la selva del Perú tiene una gran biodiversidad en fauna, por lo cual es tradicional el consumo de variadas carnes, como las carnes silvestres como el suri, tapir o sachavaca, roedores (majaz, añuje, punchada, sachacuy), armadillo, tortuga terrestre o motelo, monos choro y maquisapa. En la inmensa variedad, destaca el paiche, el segundo pez más grande de agua dulce (puede llegar a pesar hasta 300 kilos y medir más de 2,5 metros de largo).

### Folclore

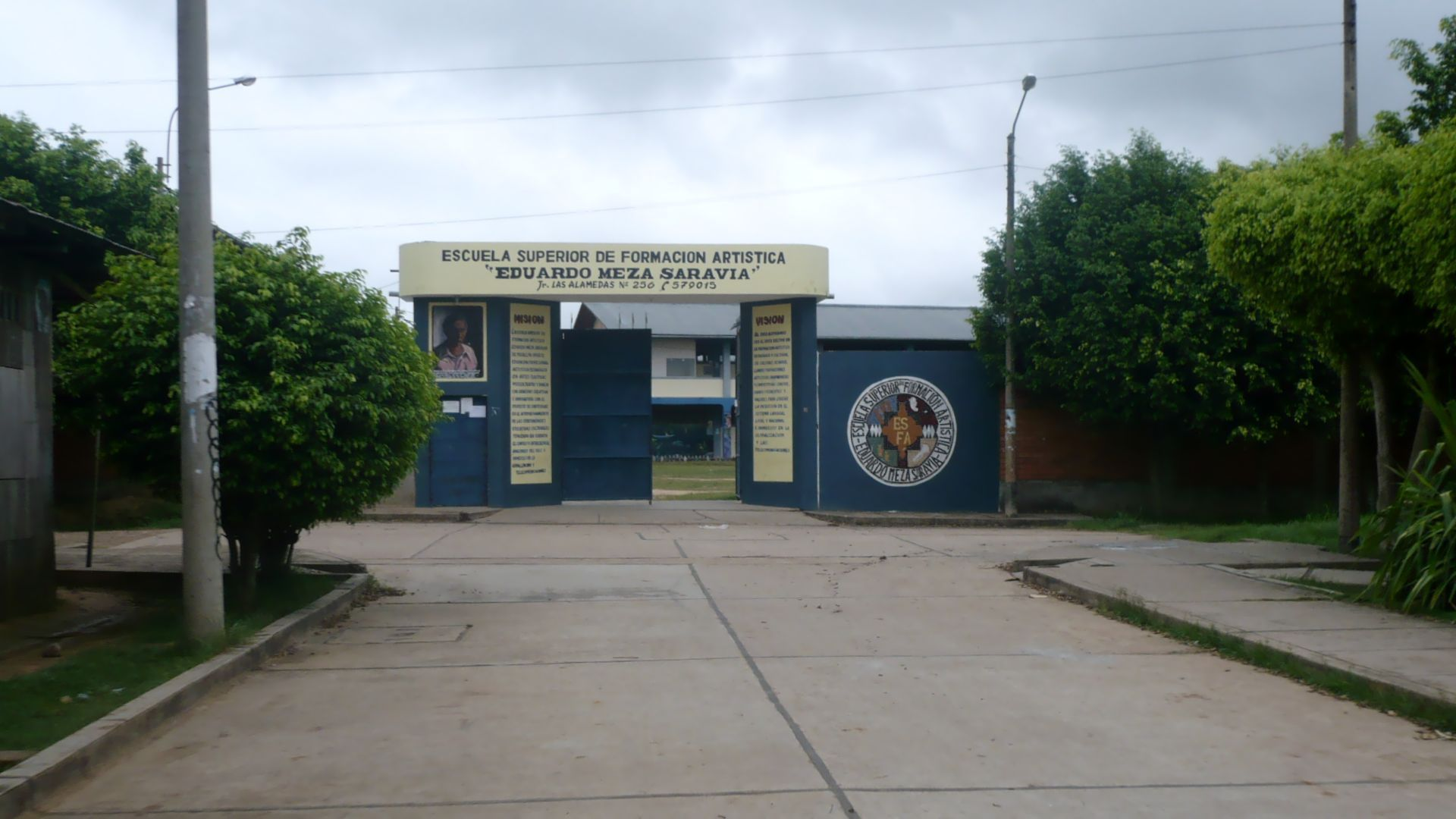
Esta es la institución Eduardo Meza Saravia, símbolo del arte local conocido por la valoración artística de sus alumnos.

Su folclore es similar al de otros lugares selváticos como Iquitos. Por lo que no se ha perdido su esencia con el tiempo.
Su arte ha sido cambiado, conservando la cálida matriz indígena unida a la creatividad moderna. Las artes más usuales son la textilería, la escultura, y la pintura. Este tipo llevó a varias expoferias como Amo Amazonía en el distrito de Surco.
Las danzas son nativas (antiguamente empleadas por su religión) o mestizas (por ser descendientes de los españoles) como: El Chimaychi, La Padilla, El Sitaracuy, Changanacuy, entre otros. Pueden utilizar instrumentos de percusión como el tambor y de viento como la flauta.

### Religión
En la ciudad la religión predominante es la cristiana, cuya tradición mayor vista es la fiesta de San Juan, y en el medio rural puede ser nativa, sobre todo como costumbre local. Esto fue variando desde la intervención ideológica de Sendero Luminoso en la selva. Entre las instituciones están la Iglesia de Jesucristo de los Santos de los Últimos Días, la Iglesia de Dios Sociedad Misionera Mundial, Nueva Acrópolis, y algunas congregaciones adventistas y protestantes.
Una de las representaciones mayoritarias es la católica, que forma el Vicariato Apostólico de Pucallpa, con la única catedral de Ucayali, ubicada en la plaza de Armas de Pucallpa, que junto a otras iglesias más llevaron a una rápida expansión a la religión popular. Algo similar se realiza con la misión suiza Cashibo, cuya estación se encuentra a 5 kilómetros de la ciudad.
Según las cifras del censo nacional hay 144 561 cristianos católicos, 42 819 cristianos evangélicos, 11 199 tienen una religión no cristiana y 9254 no tienen religión.
Los mitos y leyendas forman parte de la Amazonia, eso es lo más característico de la cultura popular. Son abundantes y forman parte de la tradición. Particularmente se cuentan en las tardes, a las orillas de los ríos o en el interior de las casas comunales a modo de conversación. Esos mitos y leyendas, relatan las apariciones de extraterrestres, seres mágicos, brujas y hombres que se convierten en delfines y otros animales, a veces como castigo, otras como consuelo, y siempre envolviendo al oyente en un mundo fantástico.

### Festividades
La ciudad tiene tres fiestas muy conocidas sin contar feriados nacionales:
- La primera es la tradicional fiesta de San Juan, que se celebra en Yarinacocha. Esta fiesta patronal es una de las principales fiesta amazónicas. Se festeja el 24 de junio comiendo juanes, tacacho con cecina, entre otros.
- En el mes de febrero se celebra la fiesta de carnaval al departamento, moderadamente diferente a las festividades de Cajamarca o de Juliaca como el corte de la húmisha. También comparte con la de Lima con globazos de agua, no recomendado para gente resfriada.[179] El evento tuvo el apoyo del Club de Leones de Ucayali y la aceptación del Congreso del Perú.[180]
- Otras de sus festividades de gran similitud es su semana jubilar, siendo el día central el 13 de octubre, se hace una variedad de actividades en aniversario a esa ciudad enfatizando a su fundación. Es administrada por la municipalidad provincial, que lo promociona como ¡Viva Pucallpa!,[181] además de promover el talento artístico, reinado de belleza, motokarcross y misa tedeum en la semana festiva.[182][183]

### Lugares de interés

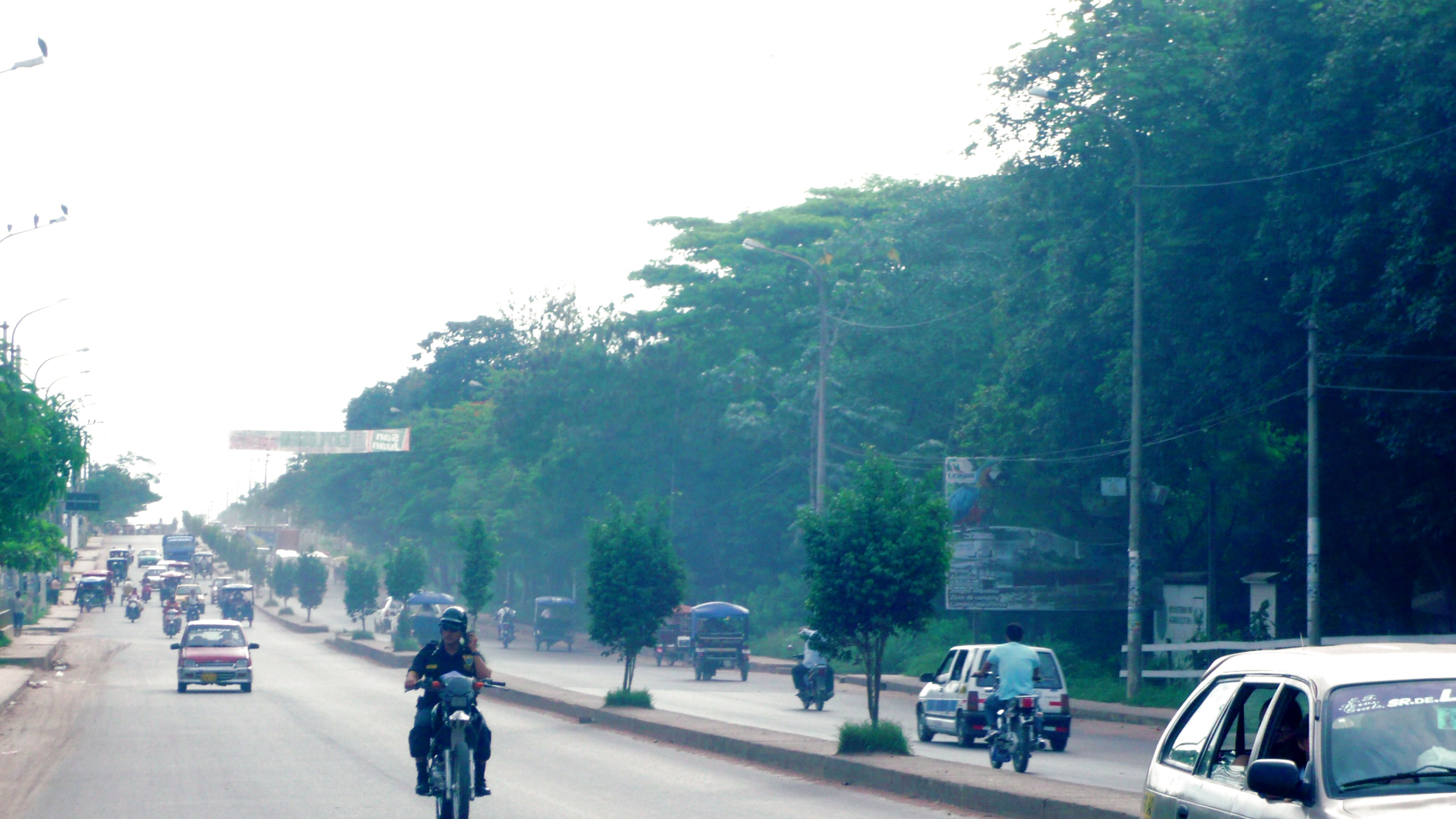
Vista del parque natural ubicado en la Avenida Centenario.

Uno de los centros turísticos ecológicos está el Parque Natural de Pucallpa. Donde ofrece turismo ecológico con el zoológico de especies tanto acuáticas como terrestres. En el Museo Regional de Ucayali, ubicado en los interiores donde alberga la cultura shipibo-conibo, conteniendo 4 salas de exhibición.
En el caso del arte, se menciona una comunidad artística. Ubicado en el sur de Pucallpa, se puede mencionar la casa del Pintor Pablo Amaringo, donde se colecciona sus obras, además es un taller de pintura conocido por tener el premio de la ONU llamado Usko-Ayar. En esta institución, los jóvenes pintores se inspiran en la flora y la fauna de este hábitat de la selva, y recrear su experiencia personal en sus pinturas. De edades comprendidas entre 8 a 24 años, estos artistas vienen de familias humildes.

## Ciudades hermanas
- Perú - Contamana
- Perú - Iquitos
- Perú - Aguaytía
- Perú - Atalaya del Ucayali
- Perú - Tingo María
- Perú - Caballeros de León de Huánuco
- Brasil - Manaus
- Brasil - Rodrigues Alves do Acre
- Brasil - Cruzeiro do Sul
- Brasil - Mâncio Lima
- Colombia - Leticia